# Judeus americanos
Judeus americanos ou judeus norte-americanos são cidadãos dos Estados Unidos que são judeus, seja por cultura, etnia ou por religião. De acordo com uma pesquisa de 2020 elaborada pelo centro de pesquisas Pew Research, aproximadamente dois terços dos judeus americanos se identificam como asquenazes, 3% se identificam como sefarditas e 1% se identificam como mizrahi. Outros 6% se identificam como alguma combinação das três categorias e 25% não se identificam como nenhuma categoria específica.
Durante a era colonial, os judeus sefarditas que chegaram aos Estados Unidos de Portugal representavam a maior parte da então pequena população judaica do país. Embora seus descendentes sejam minoria atualmente, o grupo representa o restante dos judeus americanos originais, juntamente com uma série de outras comunidades judaicas, incluindo judeus sefarditas mais recentes, judeus mizrahi, judeus beta-israelitas-etíopes, entre vários outros grupos étnicos judaicos, bem como um número menor de convertidos ao judaísmo. A comunidade judaica americana manifesta uma ampla gama de tradições culturais judaicas, abrangendo todo o espectro da observância religiosa judaica.
Dependendo das definições religiosas e dos dados populacionais variáveis, os Estados Unidos da América têm a maior ou a segunda maior comunidade judaica do mundo, depois de Israel. No ano de 2020, a população judaica americana é estimada em 7.5 milhões de pessoas, representando 2,4% da população total dos EUA. Isso inclui 4,2 milhões de adultos que identificam sua religião como judaica, 1.5 milhão de adultos judeus que não se identificam com nenhuma religião e 1,8 milhão de crianças judias. Estima-se que até quinze milhões de americanos façam parte da população judaica americana "ampliada”, representando 4,5% da população total dos Estados Unidos, composta por aqueles que têm pelo menos um avô judeu e que teriam direito à cidadania israelense de acordo com a Lei do Retorno.

## História

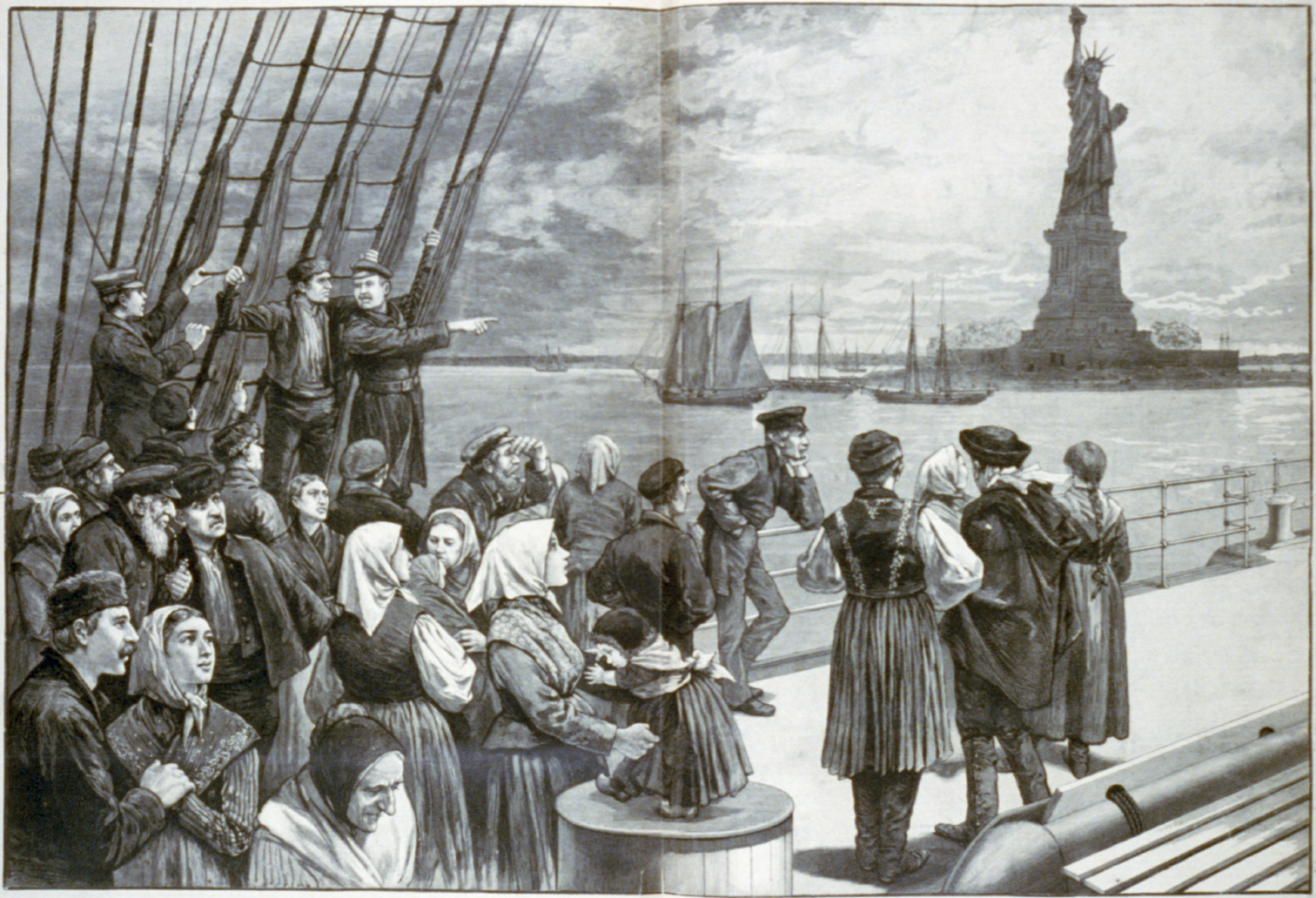
Imigrantes judeus da Europa do Leste chegando a Nova Iorque.

Os judeus estavam presentes no contexto americano desde as Treze Colônias, em meados do século XVII, mas eram em número reduzido, tendo chegado no máximo 200 a 300 até 1700. Os primeiros a chegar eram na sua maioria imigrantes judeus sefarditas, de ascendência sefardita ocidental (também conhecidos como judeus de ascendência portuguesa), mas em 1720 predominavam os judeus asquenazes das comunidades da diáspora da Europa Central e Oriental.
Pela primeira vez, o Plantation Act 1740 [en] permitiu que os judeus se tornassem cidadãos britânicos e emigrassem para as colónias. O primeiro judeu famoso na história dos Estados Unidos foi Haym Salomon [en], um judeu de origem polaca que emigrou para Nova Iorque e desempenhou um papel importante na Revolução Americana. Era um financeiro de sucesso que apoiava a causa patriótica e ajudou a angariar a maior parte do dinheiro necessário para financiar a Revolução Americana.
Apesar de a alguns deles ter sido negado o direito de voto ou de exercer funções em jurisdições locais, os judeus sefarditas tornaram-se ativos nos assuntos comunitários na década de 1790, depois de lhes ter sido concedida igualdade política nos cinco estados onde eram mais numerosos. Até por volta de 1830, Charleston, na Carolina do Sul, tinha mais judeus do que qualquer outro lugar na América do Norte. A imigração judaica em grande escala começou no século XIX, quando, em meados do século, muitos judeus alemães chegaram, migrando para os Estados Unidos em grande número devido às leis e restrições anti-semitas nos seus países de nascimento. Em sua maioria, tornaram-se principalmente comerciantes e proprietários de lojas. Gradualmente, os primeiros judeus chegados da costa leste viajaram para oeste e, no outono de 1819, os primeiros serviços religiosos judaicos a oeste da cordilheira dos Apalaches foram realizados durante as grandes festas no judaísmo em Cincinnati, a mais antiga comunidade judaica do Midwest [en]. Gradualmente, a comunidade judaica de Cincinnati adotaria novas práticas sob a liderança do rabino Isaac Mayer Wise [en], o pai do judaísmo reformista nos Estados Unidos, como a inclusão de mulheres no minian. Uma grande comunidade cresceu na região com a chegada de judeus alemães e lituanos na segunda metade de 1800, levando ao estabelecimento de Manischewitz [en], um dos maiores produtores de produtos kosher americanos e agora com sede em Nova Jérsia, e o mais antigo jornal judeu continuamente publicado nos Estados Unidos, e o segundo mais antigo continuamente publicado no mundo, The American Israelite [en], estabelecido em 1854 e ainda existente em Cincinnati. Em 1880, havia cerca de 250.000 judeus nos Estados Unidos, muitos deles judeus alemães instruídos e, em grande parte, seculares, embora uma população minoritária de famílias judias sefarditas mais antigas continuasse a ser influente.
A migração judaica para os Estados Unidos aumentou drasticamente no início da década de 1880, em consequência da perseguição e das dificuldades económicas em algumas regiões da Europa Oriental. A maior parte desses novos imigrantes eram judeus asquenazes de língua iídiche, a maioria proveniente de comunidades pobres da diáspora do Império Russo e do Pálio da Colonização, localizado na atual Polónia, Lituânia, Bielorrússia, Ucrânia e Moldávia. Durante o mesmo período, um grande número de judeus asquenazes chegou também da Galiza, na altura a região mais pobre do Império Austro-Húngaro, com uma forte população judaica urbana, expulsa principalmente por razões económicas. Muitos judeus emigraram também da Romênia. Mais de 2.000.000 de judeus desembarcaram entre o final do século XIX e 1924, quando a Lei da Imigração de 1924 restringiu a imigração. A maioria estabeleceu-se na área metropolitana de Nova Iorque, criando as maiores concentrações mundiais de população judaica. No ano de 1915, a circulação dos jornais diários escritos em iídiche era de meio milhão só na cidade de Nova Iorque e 600.000 a nível nacional. Além disso, outros milhares assinavam os numerosos jornais semanais e as muitas revistas produzidas em iídiche.
Ao início do século XX, esses judeus recém-chegados construíram redes de apoio compostas por muitas pequenas sinagogas e Landsmanshaft [en] (associações de compatriotas em alemão e iídiche) para judeus da mesma cidade ou aldeia. Os escritores judeus americanos da época incentivavam a assimilação [en] e a integração na cultura americana em geral, e os judeus rapidamente tornaram-se parte da vida americana. Cerca de 500.000 judeus americanos (ou metade de todos os judeus do sexo masculino entre 18 e 50 anos) lutaram na Segunda Guerra Mundial e, após a guerra, as famílias mais jovens aderiram à nova tendência de suburbanização. Aí, os judeus tornaram-se cada vez mais assimilados e registaram um aumento dos casamento inter-religiosos [en]. Os subúrbios facilitaram a formação de novos centros, uma vez que as matrículas nas escolas judaicas mais do que duplicaram entre o fim da Segunda Guerra Mundial e meados da década de 1950, enquanto a filiação em sinagogas saltou de 20% em 1930 para 60% em 1960; o crescimento mais rápido registou-se nas congregações reformistas e, sobretudo, conservadoras. As vagas mais recentes de emigração judaica da Rússia e de outras regiões juntaram-se em grande parte à comunidade judaica americana dominante.[carece de fontes?]
Os americanos de ascendência judaica têm sido bem sucedidos em muitos domínios e aspectos ao longo dos anos. A comunidade judaica na América deixou de fazer parte da classes mais populares [en] da sociedade, com numerosos empregos que lhes eram vedados, para tornarem-se um grupo com uma elevada concentração de membros do mundo académico e um rendimento per capita superior à média dos Estados Unidos.
| < $30.000 | $30.000–49.999 | $50.000–99.999 | $100.000+ |
| --------- | -------------- | -------------- | --------- |
| 16%       | 15%            | 24%            | 44%       |

### Auto-identidade
Os académicos debatem se a experiência histórica dos judeus nos Estados Unidos tem sido uma experiência única ao ponto de validar o excepcionalismo americano.
O pesquisador Seth Korelitz mostra como os judeus americanos, durante o final do século XIX e o início do século XX, abandonaram uma definição racial de judaísmo em favor de uma definição que abraçava a etnia. A chave para compreender esta transição de uma auto-definição racial para uma definição cultural ou étnica pode ser encontrada no The Menorah Journal [en] entre os anos de 1915 e 1925. Durante esse período, os colaboradores do Menorah promoveram uma visão cultural, em vez de racial, religiosa ou outra, do judaísmo como forma de definir os judeus num mundo que ameaçava subjugar e absorver a singularidade judaica. A revista representava os ideais do movimento Menorah criado por Horace Kallen [en] e outros para promover um renascimento da identidade cultural judaica e combater a ideia de raça como meio de definir ou identificar povos.
O professor universitário Steve Siporin, utiliza o folclore familiar dos judeus étnicos para a sua história coletiva e a sua transformação numa forma de arte histórica. Contam-nos como os judeus sobreviveram ao desenraizamento e à transformação. Muitas narrativas de imigrantes têm como tema a natureza arbitrária do destino e o estado reduzido dos imigrantes numa nova cultura. Em contrapartida, as narrativas de famílias étnicas tendem a mostrar a etnia mais responsável pela sua vida, e talvez em perigo de perder completamente o seu judaísmo. Algumas histórias mostram como um membro da família negociou com êxito o conflito entre as identidades étnica e americana.
Após 1960, as memórias do Holocausto, juntamente com a Guerra dos Seis Dias em 1967, tiveram um grande impacto na formação da identidade étnica judaica. Alguns argumentaram que o Holocausto realçou para os judeus a importância da sua identidade étnica numa altura em que outras minorias estavam a afirmar a sua própria.

### Política
| Ano da eleição | Candidato do Partido Democrata | % de voto judaico no Partido Democrata | Resultado do Partido Democrata |
| -------------- | ------------------------------ | -------------------------------------- | ------------------------------ |
| 1916           | Woodrow Wilson                 | 55                                     | ganhou                         |
| 1920           | James M. Cox                   | 19                                     | Perdeu                         |
| 1924           | John W. Davis                  | 51                                     | Perdeu                         |
| 1928           | Al Smith                       | 72                                     | Perdeu                         |
| 1932           | Franklin D. Roosevelt          | 82                                     | ganhou                         |
| 1936           | Franklin D. Roosevelt          | 85                                     | ganhou                         |
| 1940           | Franklin D. Roosevelt          | 90                                     | ganhou                         |
| 1944           | Franklin D. Roosevelt          | 90                                     | ganhou                         |
| 1948           | Harry Truman                   | 75                                     | ganhou                         |
| 1952           | Adlai Stevenson                | 64                                     | Perdeu                         |
| 1956           | Adlai Stevenson                | 60                                     | Perdeu                         |
| 1960           | John F. Kennedy                | 82                                     | ganhou                         |
| 1964           | Lyndon B. Johnson              | 90                                     | ganhou                         |
| 1968           | Hubert Humphrey                | 81                                     | Perdeu                         |
| 1972           | George McGovern                | 65                                     | Perdeu                         |
| 1976           | Jimmy Carter                   | 71                                     | ganhou                         |
| 1980           | Jimmy Carter                   | 45                                     | Perdeu                         |
| 1984           | Walter Mondale                 | 67                                     | Perdeu                         |
| 1988           | Michael Dukakis                | 64                                     | Perdeu                         |
| 1992           | Bill Clinton                   | 80                                     | ganhou                         |
| 1996           | Bill Clinton                   | 78                                     | ganhou                         |
| 2000           | Al Gore                        | 79                                     | Perdeu                         |
| 2004           | John Kerry                     | 76                                     | Perdeu                         |
| 2008           | Barack Obama                   | 78                                     | ganhou                         |
| 2012           | Barack Obama                   | 69                                     | ganhou                         |
| 2016           | Hillary Clinton                | 71                                     | Perdeu                         |
| 2020           | Joe Biden                      | 69                                     | ganhou                         |

| Ano da eleição | Candidato do Partido Republicano | % de voto judaico no Partido Republicano | Resultado do Partido Republicano |
| -------------- | -------------------------------- | ---------------------------------------- | -------------------------------- |
| 1916           | Charles E. Hughes                | 45                                       | perdeu                           |
| 1920           | Warren G. Harding                | 43                                       | Ganhou                           |
| 1924           | Calvin Coolidge                  | 27                                       | Ganhou                           |
| 1928           | Herbert Hoover                   | 28                                       | Ganhou                           |
| 1932           | Herbert Hoover                   | 18                                       | perdeu                           |
| 1936           | Alf Landon                       | 15                                       | perdeu                           |
| 1940           | Wendell Willkie                  | 10                                       | perdeu                           |
| 1944           | Thomas Dewey                     | 10                                       | perdeu                           |
| 1948           | Thomas Dewey                     | 10                                       | perdeu                           |
| 1952           | Dwight D. Eisenhower             | 36                                       | Ganhou                           |
| 1956           | Dwight D. Eisenhower             | 40                                       | Ganhou                           |
| 1960           | Richard Nixon                    | 18                                       | perdeu                           |
| 1964           | Barry Goldwater                  | 10                                       | perdeu                           |
| 1968           | Richard Nixon                    | 17                                       | Ganhou                           |
| 1972           | Richard Nixon                    | 35                                       | Ganhou                           |
| 1976           | Gerald Ford                      | 27                                       | perdeu                           |
| 1980           | Ronald Reagan                    | 39                                       | Ganhou                           |
| 1984           | Ronald Reagan                    | 31                                       | Ganhou                           |
| 1988           | George H. W. Bush                | 35                                       | Ganhou                           |
| 1992           | George H. W. Bush                | 11                                       | perdeu                           |
| 1996           | Bob Dole                         | 16                                       | perdeu                           |
| 2000           | George W. Bush                   | 19                                       | Ganhou                           |
| 2004           | George W. Bush                   | 24                                       | Ganhou                           |
| 2008           | John McCain                      | 22                                       | perdeu                           |
| 2012           | Mitt Romney                      | 30                                       | perdeu                           |
| 2016           | Donald Trump                     | 24                                       | Ganhou                           |
| 2020           | Donald Trump                     | 30                                       | perdeu                           |

Na cidade de Nova Iorque, enquanto a comunidade judaico-alemã estava bem estabelecida na “alta sociedade”, os judeus mais numerosos que emigraram da Europa de Leste enfrentavam tensões na “baixa” com os vizinhos católicos irlandeses e alemães, especialmente os católicos irlandeses que controlavam a política do Partido Democrata na altura.
Os judeus estabeleceram-se com êxito no comércio de vestuário e nos sindicatos de agulhas em Nova Iorque. Na década de 1930, eram um fator político importante em Nova Iorque, com um forte apoio aos programas mais liberais do New Deal. Continuaram a ser um elemento importante da coligação New Deal [en], dando especial apoio ao Movimento dos direitos civis. No entanto, em meados da década de 1960, o  movimento Black Power provocou uma separação crescente entre negros e judeus, embora ambos os grupos se mantivessem solidamente no campo democrata.
Enquanto os primeiros imigrantes judeus da Alemanha tendiam a ser politicamente conservadores, a vaga de judeus da Europa de Leste, que começou no início da década de 1880, era geralmente mais liberal ou de esquerda e tornou-se a maioria política. Muitos vieram para a América com experiência nos movimentos socialista, anarquista e comunista, bem como na União Judaica Trabalhista da Lituânia, Polónia e Rússia, proveniente da Europa de Leste. Muitos judeus chegaram a posições de liderança no movimento operário americano [en] do início do século XX e ajudaram a fundar sindicatos que desempenharam um papel importante na política de esquerda e, depois de 1936, na política do Partido Democrata.
Embora os judeus americanos se inclinassem geralmente para os republicanos na segunda metade do século XIX, a maioria tem votado nos democratas desde, pelo menos, 1916, altura em que votaram 55% em Woodrow Wilson.
Com a eleição de Franklin D. Roosevelt, os judeus americanos votaram mais solidamente nos democratas. Nas eleições de 1940 e 1944, votaram 90% em Roosevelt, o que representa o maior apoio desde então, só sendo igualado uma vez. Nas eleições de 1948, o apoio dos judeus ao democrata Harry S. Truman caiu para 75%, com 15% ao apoiarem o novo Partido Progressista [en]. Em resultado do lobby, e na esperança de competir melhor pelo voto judaico, as plataformas de ambos os grandes partidos incluíam, desde 1944, uma linha pró-sionista, e apoiavam a criação de um Estado judaico; no entanto, teve pouco efeito aparente, com 90% a votarem em partidos que não os republicanos. Em todas as eleições desde então, exceto em 1980, nenhum candidato presidencial democrata ganhou com menos de 67% dos votos dos judeus.
Durante as eleições de 1952 e 1956, os eleitores judeus votaram 60% ou mais dos seus votos no democrata Adlai Stevenson, enquanto Dwight D. Eisenhower obteve 40% dos votos judeus para a sua reeleição, o melhor resultado até à data para os republicanos desde os 43% de Warren G. Harding em 1920. No ano de 1960, 83% votaram no democrata John F. Kennedy contra Richard Nixon e, em 1964, 90% dos judeus americanos votaram em Lyndon Johnson, em detrimento do seu opositor republicano, o arqui-conservador Barry Goldwater. Hubert Humphrey obteve 81% dos votos dos judeus nas eleições de 1968, quando perdeu a sua candidatura à presidência contra Richard.
Na campanha para a reeleição de Nixon, em 1972, os eleitores judeus estavam apreensivos em relação a George McGovern e só favoreceram o democrata em 65%, enquanto Nixon mais do que duplicou o apoio dos judeus republicanos para 35%. Nas eleições de 1976, os eleitores judeus apoiaram o democrata Jimmy Carter em 71%, contra 27% do atual presidente Gerald Ford, mas durante a campanha para a reeleição de Carter em 1980, os eleitores judeus abandonaram em grande medida o democrata, com apenas 45% de apoio, enquanto o vencedor republicano Ronald Reagan obteve 39% e 14% foram para o independente (antigo republicano) John Anderson.
Durante a campanha de reeleição de Reagan, em 1984, o republicano reteve 31% do voto judaico, enquanto 67% votaram no democrata Walter Mondale. Nas eleições de 1988, os eleitores judeus favoreceram o democrata Michael Dukakis em 64%, enquanto George H. W. Bush obteve uns respeitáveis 35%, mas durante a tentativa de reeleição de Bush em 1992, o seu apoio judaico caiu para apenas 11%, com 80% a votarem em Bill Clinton e 9% no independente Ross Perot. A campanha de reeleição de Clinton em 1996 manteve um elevado apoio judaico de 78%, com 16% a apoiar Bob Dole e 3% Perot.
Nas eleições presidenciais de 2000, Joe Lieberman tornou-se o primeiro judeu americano a concorrer a um cargo nacional numa lista de um grande partido, ao ser escolhido como candidato a vice-presidente do candidato democrata Al Gore. Nas eleições de 2000 e 2004, o apoio dos judeus aos democratas Al Gore e John Kerry, um católico, manteve-se entre os 70% e os 70%, enquanto a reeleição do republicano George W. Bush em 2004 viu o apoio dos judeus aumentar de 19% para 24%.
Nas eleições presidenciais de 2008, 78% dos judeus votaram em Barack Obama, que tornou-se o primeiro afro-americano a ser eleito presidente. Além disso, 83% dos judeus brancos votaram em Obama, em comparação com apenas 34% dos protestantes brancos e 47% dos católicos brancos, embora 67% dos que se identificam com outra religião e 71% dos que não têm religião também tenham votado em Obama.
Nas primárias democratas de New Hampshire, em fevereiro de 2016, Bernie Sanders tornou-se o primeiro candidato judeu a vencer as eleições primárias presidenciais num estado.
Nas eleições para o Congresso e para o Senado, desde 1968, os judeus americanos votaram cerca de 70-80% nos democratas; este apoio aumentou para 87% nos candidatos democratas à Câmara dos Representantes durante as eleições de 2006.

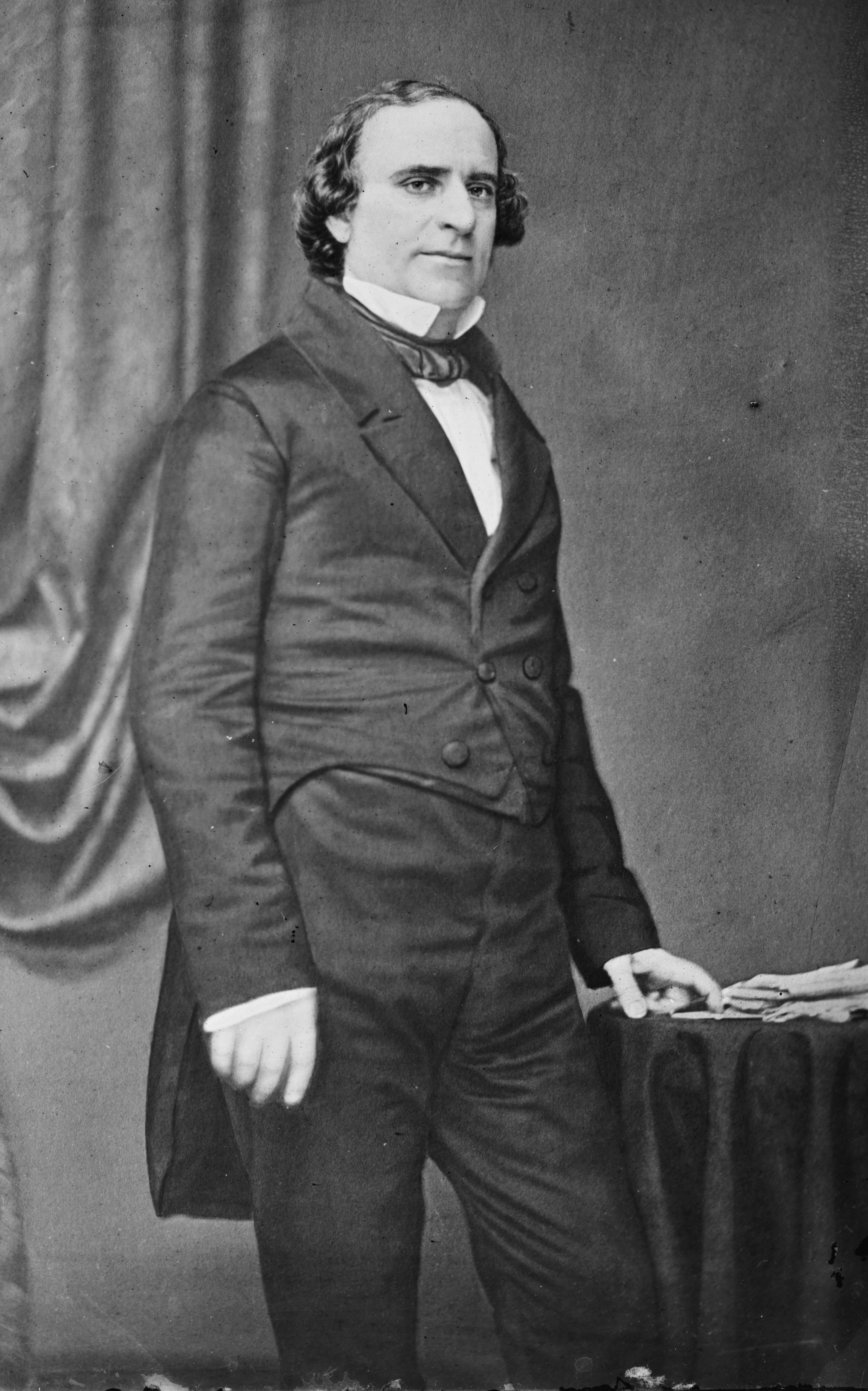
David Levy Yulee, primeiro judeu senador dos Estados Unidos.

O primeiro judeu americano a servir no Senado foi David Levy Yulee [en], que foi o primeiro senador da Flórida, servindo de 1845 a 1851 e novamente de 1855 a 1861.
Havia 19 judeus entre os 435 representantes dos Estados Unidos no início do 112º Congresso; sendo 26 democratas e 1 republicano (Eric Cantor). Embora muitos destes deputados representassem cidades costeiras e subúrbios com populações judaicas significativas, outros não o faziam (por exemplo, Kim Schrier [en] de Seattle, Washington; John Yarmuth [en] de Louisville, Kentucky; e David Kustoff [en] e Steve Cohen [en] de Memphis, Tennessee). 
O número total de judeus a exercer funções na Câmara dos Representantes diminuiu de 31 no 111º Congresso. John Adler [en], de Nova Jérsia, Steve Kagen [en], de Wisconsin, Alan Grayson [en], da Florida, e Ron Klein [en], da Florida, perderam as suas candidaturas à reeleição, Rahm Emanuel demitiu-se para se tornar Chefe de Gabinete do Presidente; e Paul Hodes [en], de Nova Hampshire, não se candidatou à reeleição, tendo procurado (sem sucesso) o lugar aberto no Senado no seu estado. David Cicilline [en], de Rhode Island, foi o único judeu americano recém-eleito para o 112º Congresso; tinha sido Presidente da Câmara de Providence. O número diminuiu quando Jane Harman, Anthony Weiner e Gabby Giffords se demitiram durante o 112º Congresso.[carece de fontes?]
Em janeiro de 2014, havia cinco homens abertamente homossexuais a exercer funções no Congresso e dois deles são judeus: Jared Polis [en], do Colorado, e David Cicilline [en], de Rhode Island.
Em novembro de 2008, Cantor foi eleito líder da minoria da Câmara [en], o primeiro republicano judeu a ser selecionado para o cargo. No ano de 2011, tornou-se o primeiro líder da maioria da Câmara dos Representantes judeu. Foi Líder da Maioria até 2014, altura em que se demitiu pouco depois de ter perdido as eleições primárias republicanas para o seu lugar na Câmara.[carece de fontes?]
No ano de 2013, a Pew Research Center concluiu que 70% dos judeus americanos se identificavam com o Partido Democrata ou inclinavam-se para ele, e apenas 22% se identificavam com o Partido Republicano ou inclinavam-se para ele.
No 114.º Congresso dos Estados Unidos, incluiu 10 judeus entre os 100 senadores americanos: nove sendo democratas (Michael Bennet, Richard Blumenthal, Brian Schatz [en], Benjamin Cardin, Dianne Feinstein, Jon Ossoff, Jacky Rosen, Chuck Schumer, Ron Wyden), e Bernie Sanders, que se tornou democrata para concorrer à presidência, mas voltou ao Senado como independente.
No 118º Congresso, há 28 representantes judeus nos Estados Unidos, 25 dos quais são democratas e os outros 3 são republicanos. Todos os 10 senadores judeus são democratas.

### Participação nos movimentos de direitos civis
Entre os membros da comunidade judaica americana contam-se destacados participantes nos movimentos de defesa dos direitos civis. Em meados do século XX, houve judeus americanos que estiveram entre os participantes mais ativos no movimento dos direitos civis e nos movimentos feministas. Alguns judeus americanos foram também figuras ativas na luta pelos direitos de homossexuais no país [en].
Joachim Prinz [en], presidente do Congresso Judaico Americano [en], declarou o seguinte quando falou do pódio no Lincoln Memorial durante a famosa Marcha sobre Washington em 28 de agosto de 1963: “Como judeus, trazemos para esta grande manifestação, na qual milhares de nós orgulhosamente participamos, uma dupla experiência - uma do espírito e outra da nossa história. Da nossa experiência histórica judaica de três mil e quinhentos anos, dizemos: A nossa história antiga começou com a escravatura e o desejo de liberdade. Durante a Idade Média, o meu povo viveu durante mil anos nos guetos da Europa. É por estas razões que não é apenas a simpatia e a compaixão pelo povo negro da América que nos motiva. É, acima de tudo e para além de todas essas simpatias e emoções, um sentimento de completa identificação e solidariedade nascido da nossa própria experiência histórica dolorosa".

### O Holocausto
Durante o período da Segunda Guerra Mundial, a comunidade judaica americana estava amarga e profundamente dividida e, como resultado, foi incapaz de formar uma frente unida. A maior parte dos judeus que tinham emigrado da Europa de Leste para os Estados Unidos apoiavam o sionismo, porque acreditavam que o regresso à sua pátria ancestral era a única solução para a perseguição e o genocídio que estavam a ocorrer em toda a Europa. Um acontecimento importante foi a súbita conversão de muitos líderes judeus americanos ao sionismo no final da guerra. O holocausto foi largamente ignorado pelos meios de comunicação social americanos à medida que ia acontecendo. Os repórteres e editores não acreditavam nas histórias de atrocidades que chegavam da Europa.
O holocausto teve um impacto profundo na comunidade judaica dos Estados Unidos, especialmente após 1960, quando a educação sobre o Holocausto melhorou, quando os judeus tentaram compreender o que tinha acontecido durante o Holocausto e, especialmente, quando tentaram comemorá-lo e lidar com ele quando olhavam para o futuro. Abraham Joshua Heschel resumiu este dilema quando tentou compreender Auschwitz: “Tentar responder é cometer uma blasfémia suprema. Israel permite-nos suportar a agonia de Auschwitz sem desespero radical, sentir um raio [do] brilho de Deus nas selvas da história".

### Assuntos internacionais

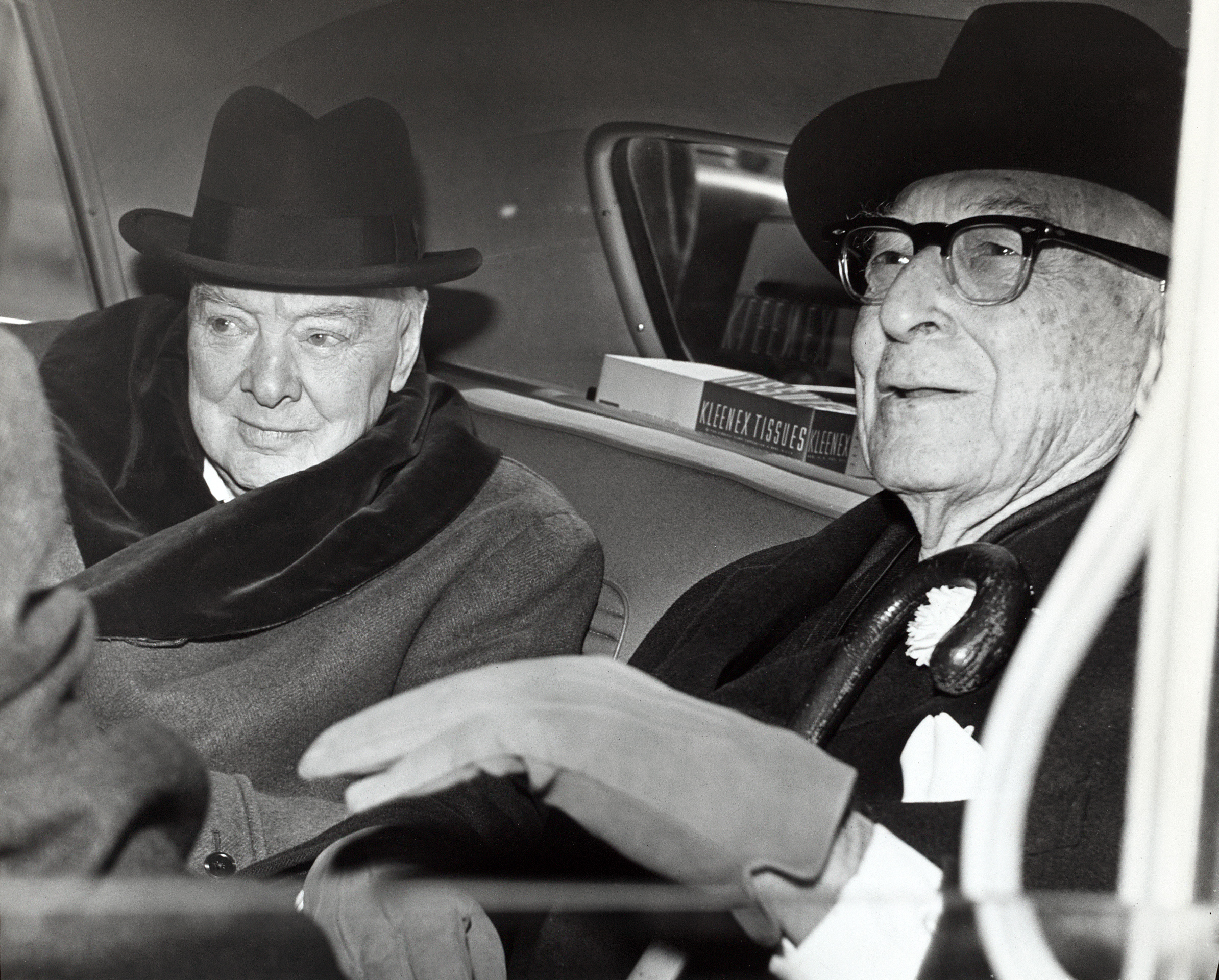
Winston Churchill e Bernard Baruch conversam no banco de trás de um carro em frente à casa de Baruch.

O sionismo tornou-se um movimento bem organizado nos Estados Unidos com o envolvimento de líderes como Louis Brandeis e a promessa de uma pátria reconstituída na Declaração Balfour. Os judeus americanos organizaram boicotes em grande escala à mercadoria alemã durante a década de 1930 para protestar contra a Alemanha nazista. As políticas internas de esquerda de Franklin D. Roosevelt receberam um forte apoio judaico nas décadas de 1930 e 1940, assim como a sua política externa anti-nazi e a sua promoção da Organização das Nações Unidas (ONU).
O apoio ao sionismo político neste período, embora com influência crescente, continuou a ser uma opinião nitidamente minoritária entre os judeus dos Estados Unidos até cerca de 1944-45, quando os primeiros rumores e relatórios sobre o assassínio sistemático em massa dos judeus nos países ocupados pelos nazistas se tornaram publicamente conhecidos com a libertação dos campos de concentração e de extermínio nazistas. A fundação do moderno Estado de Israel em 1948 e o seu reconhecimento pelo governo americano (após objecções dos isolacionistas americanos) foi uma indicação tanto do seu apoio intrínseco como da sua resposta ao conhecimento dos horrores do Holocausto.
Esta atenção baseou-se numa afinidade natural com Israel e no apoio a este país por parte da comunidade judaica. Esse apoio também se deve aos conflitos que se seguiram e que não foram resolvidos relativamente à fundação de Israel e ao papel do movimento sionista no futuro. Após a Guerra dos Seis Dias, iniciou-se um vivo debate interno. A comunidade judaica americana estava dividida quanto ao fato de concordar ou não com a resposta israelita; a grande maioria acabou por aceitar a guerra como necessária. Tensões semelhantes foram suscitadas pela eleição de Menachem Begin em 1977 e pela ascensão das políticas revisionistas, pela Guerra do Líbano de 1982 e pela continuação da governação administrativa de partes do território da Cisjordânia. O desacordo sobre a aceitação dos Acordos de Oslo por Israel no ano de 1993 provocou uma nova cisão entre os judeus americanos, o que refletiu uma cisão semelhante entre os israelitas e conduziu a uma cisão paralela no seio do lobby pró-Israel e, em última análise, nos Estados Unidos pelo seu apoio “cego” a Israel. Abandonando qualquer pretensão de unidade, ambos os segmentos começaram a desenvolver organizações de advocacia e lobbying separadas. Os apoiantes liberais do Acordo de Oslo trabalharam através da Americans for Peace Now [en] (APN), do Fórum sobre a política de Israel [en] (IPF) e de outros grupos amigos do governo trabalhista em Israel. Tentaram assegurar ao Congresso que o judaísmo americano apoiava o Acordo e defenderam os esforços da administração para ajudar a jovem Autoridade Palestiniana (AP), incluindo promessas de ajuda financeira. Numa batalha pela opinião pública, a IPF encomendou uma série de sondagens que mostravam um apoio generalizado a Oslo entre a comunidade.
Em oposição a Oslo, uma aliança de grupos conservadores, como a Organização Sionista da América [en] (ZOA), Americans For a Safe Israel (AFSI) e o Instituto Judaico para a Segurança Nacional da América [en] (JINSA), tentou contrabalançar o poder dos judeus liberais. Em 10 de outubro de 1993, os opositores do acordo palestino-israelense se reuniram na Conferência de Liderança Americana por um Israel Seguro, onde alertaram que Israel estava se prostrando diante de "um bandido armado" e previram que "o dia 13 de setembro será uma data que viverá na infâmia". Alguns sionistas também criticaram, muitas vezes em linguagem severa, o Primeiro-Ministro Yitzhak Rabin e Shimon Peres, seu ministro das Relações Exteriores e principal arquiteto do acordo de paz. Com a comunidade fortemente dividida, AIPAC e a Conferência de Presidentes, que tinha a tarefa de representar o consenso nacional judeu, lutaram para manter o discurso cada vez mais antagônico de forma civilizada. Refletindo essas tensões, Abraham Foxman [en], da Liga Antidifamação, foi solicitado pela conferência a pedir desculpas por criticar Morton Klein [en], da ZOA. A conferência, que de acordo com suas diretrizes organizacionais era responsável por moderar o discurso comunitário, censurou relutantemente alguns porta-vozes ortodoxos por atacarem Colette Avital, a cônsul israelense em Nova Iorque nomeada pelo Partido Trabalhista e uma fervorosa apoiadora dessa versão do processo de paz.

## Demografia

Americanos judeus por estado, de acordo com o American Jewish Yearbook em 2020 e o Departamento do Censo dos Estados Unidos.

No ano de 2020, a população judaica americana era, consoante o método de identificação, a maior do mundo ou a segunda maior do mundo (após  Israel). Os números exatos da população variam consoante os judeus sejam contabilizados com base em considerações haláchicas ou em fatores de identificação seculares, políticos e ancestrais. Em 2001, havia cerca de quatro milhões de adeptos do judaísmo nos Estados Unidos, ou seja, aproximadamente 1,4% da população americana. De acordo com a Agência Judaica, para o ano de 2023, Israel albergava 7,2 milhões de judeus (46% da população judaica mundial), enquanto os Estados Unidos contavam com 6,3 milhões (40,1%).
De acordo com as conclusões do Gallup e do Pew Research Center, “no máximo 2,2% da população adulta dos Estados Unidos tem alguma base para a autoidentificação judaica. Em 2020, os demógrafos Arnold Dashefsky [en] e Ira M. Sheskin estimaram no American Jewish Year Book [en] que a população judaica americana totalizava 7,15 milhões, representando 2,17% dos 329,5 milhões de habitantes do país. No mesmo ano, a população judaica americana foi estimada em 7,6 milhões de pessoas, representando 2,4% da população total dos Estados Unidos, por outra organização. Este número inclui 4,9 milhões de adultos que identificam a sua religião como judaica, 1,2 milhões de adultos judeus que não se identificam com nenhuma religião e 1,6 milhões de crianças judias.
O American Jewish Yearbook situou o número de judeus americanos em 6,4 milhões, ou seja, aproximadamente 2,1% da população total do país. Este número é significativamente mais elevado do que a anterior estimativa de inquérito em grande escala, efetuada pelas estimativas da População Judaica Nacional de 2000-2001, que estimava 5,2 milhões de judeus. Um estudo de 2007 publicado pelo Steinhardt Social Research Institute (SSRI) da Universidade Brandeis apresenta provas que sugerem que estes dois números podem ser subestimados, com um potencial de 7,0 a 7,4 milhões de americanos de ascendência judaica. No entanto, estas estimativas mais elevadas foram obtidas através da inclusão de todos os membros não judeus da família e do agregado familiar, em vez dos indivíduos inquiridos. Em um estudo de 2019 realizado pela Jews of Color Initiative [en], constatou-se que aproximadamente 12-15% dos judeus nos Estados Unidos — cerca de 1 milhão de um total de 7,2 milhões — se identificam como multirraciais e judeus não brancos [en].
A população global de americanos de ascendência judaica caracteriza-se demograficamente por uma composição populacional envelhecida e por baixas taxas de fertilidade, significativamente inferiores à substituição das gerações. No entanto, a população judaica ortodoxa, concentrada no Nordeste dos Estados Unidos, tem taxas de fertilidade, quando consideradas isoladamente, significativamente superiores à substituição das gerações e à média da população dos Estados Unidos.
A  Pesquisa Nacional da População Judaica [en] de 1990 pediu a 4,5 milhões de judeus adultos que identificassem a sua denominação. O total nacional revelou que 38% estavam filiados na tradição reformista, 35% eram conservadores, 6% eram ortodoxos, 1% eram reconstrucionistas, 10% estavam ligados a alguma outra tradição e 10% disseram que eram “apenas judeus”. No ano de 2013, o inquérito da Pew Research sobre a população judaica revelou que 35% dos judeus americanos se identificavam como reformistas, 18% como conservadores, 10% como ortodoxos, 6% que se identificavam com outras seitas e 30% não se identificavam com uma denominação. A sondagem da Pew de 2020 revelou que 37% se filiavam no judaísmo reformista, 17% no judaísmo conservador e 9% no judaísmo ortodoxo. Os jovens judeus têm mais probabilidades de se identificarem como ortodoxos ou como não filiados do que os membros mais velhos da comunidade judaica.
Muitos judeus estão concentrados na região Nordeste dos Estados Unidos, particularmente em torno da cidade de Nova Iorque. A maior menorá do mundo é acesa anualmente na Grand Army Plaza em Manhattan, enquanto a maior menorá de Nova Jérsia é celebrada de forma semelhante em Monroe Township [en], Condado de Middlesex. Muitos judeus vivem também no Sul da Florida, em Los Angeles e noutras grandes áreas metropolitanas, como Chicago, São Francisco ou Atlanta. As áreas metropolitanas de Nova Iorque, Los Angeles e Miami contêm quase um quarto dos judeus do mundo e a própria área metropolitana de Nova Iorque contém cerca de um quarto de todos os judeus que vivem nos Estados Unidos.

### Por estado
|                          | Alabama         | Alaska        | Arizona   | Arkansas          | Califórnia      | Colorado | Connecticut | Delaware   | Distrito de Colúmbia | Flórida        |
| ------------------------ | --------------- | ------------- | --------- | ----------------- | --------------- | -------- | ----------- | ---------- | -------------------- | -------------- |
| Judeus americanos (2020) | 10,325          | 5,750         | 106,300   | 2,225             | 1,187,990       | 103,020  | 118,350     | 15,100     | 57,300               | 657,095        |
| % de judeus              | 0.21%           | 0.78%         | 1.49%     | 0.07%             | 3.02%           | 1.77%    | 3.32%       | 1.55%      | 8.22%                | 3.12%          |
|                          | Geórgia         | Havaí         | Idaho     | Illinois          | Indiana         | Iowa     | Kansas      | Kentucky   | Louisiana            | Maine          |
| Judeus americanos (2020) | 128,720         | 7,100         | 2,125     | 297,735           | 25,145          | 5,475    | 17,425      | 12,500     | 14,900               | 13,890         |
| % de judeus              | 1.18%           | 0.50%         | 0.11%     | 2.36%             | 0.37%           | 0.17%    | 0.60%       | 0.28%      | 0.32%                | 1.03%          |
|                          | Maryland        | Massachusetts | Michigan  | Minnesota         | Mississippi     | Missouri | Montana     | Nebraska   | Nevada               | Nova Hampshire |
| Judeus americanos (2020) | 238,600         | 293,080       | 87,905    | 65,900            | 1,525           | 64,275   | 1,495       | 9,350      | 76,300               | 10,120         |
| % de judeus              | 3.94%           | 4.27%         | 0.88%     | 1.16%             | 0.05%           | 1.05%    | 0.14%       | 0.48%      | 2.44%                | 0.74%          |
|                          | Nova Jersey     | Novo México   | Nova York | Carolina do Norte | Dakota do Norte | Ohio     | Oklahoma    | Oregon     | Pensilvânia          | Rhode Island   |
| Judeus americanos (2020) | 546,950         | 12,625        | 1,772,470 | 45,935            | 400             | 151,615  | 4,425       | 40,650     | 434,165              | 18,750         |
| % de judeus              | 6.14%           | 0.60%         | 9.11%     | 0.43%             | 0.05%           | 1.30%    | 0.11%       | 0.97%      | 3.40%                | 1.81%          |
|                          | Carolina do Sul | Dakota do Sul | Tennessee | Texas             | Utah            | Vermont  | Virgínia    | Washington | Virgínia Ocidental   | Wisconsin      |
| Judeus americanos (2020) | 13,820          | 250           | 22,800    | 176,000           | 5,650           | 5,985    | 150,955     | 73,350     | 2,310                | 33,455         |
| % de judeus              | 0.27%           | 0.03%         | 0.33%     | 0.60%             | 0.18%           | 0.95%    | 1.77%       | 0.98%      | 0.13%                | 0.57%          |

### Centros populacionais com altas densidades de judeus
| Classificação | Classificação | Área Metropolitana            | Número de Judeus | Número de Judeus |
| (CJM)         | (ARDA)        | Área Metropolitana            | (CJM)            | (AECRA)          |
| ------------- | ------------- | ----------------------------- | ---------------- | ---------------- |
| 1             | 1             | Nova Iorque                   | 1.750.000        | 2.028.200        |
| 2             | 3             | Miami                         | 535.000          | 337.000          |
| 3             | 2             | Los Angeles                   | 490.000          | 662.450          |
| 4             | 4             | Filadélfia                    | 254.000          | 285.950          |
| 5             | 6             | Chicago                       | 248.000          | 265.400          |
| 8             | 8             | Área da Baía de São Francisco | 210.000          | 218.700          |
| 6             | 7             | Boston [en]                   | 208.000          | 261.100          |
| 8             | 5             | Baltimore–Washington [en]     | 165.000          | 276.445          |

| Classificação | Estado               | Percentual Judaico |
| ------------- | -------------------- | ------------------ |
| 1             | Nova York            | 8,91               |
| 2             | Nova Jersey          | 5,86               |
| 3             | Distrito de Colúmbia | 4,25               |
| 4             | Massachusetts        | 4,07               |
| 5             | Maryland             | 3,99               |
| 6             | Flórida              | 3,28               |
| 7             | Connecticut          | 3,28               |
| 8             | Califórnia           | 3,18               |
| 9             | Nevada               | 2,69               |
| 10            | Illinois             | 2,31               |
| 11            | Pensilvânia          | 2,29               |

A região metropolitana de Nova Iorque é o segundo maior centro populacional judaico do mundo, a seguir à região metropolitana de Tel Aviv, em Israel. Diversas outras cidades de grande porte possuem comunidades judaicas, incluindo Los Angeles, Miami, Baltimore, Boston, Chicago, São Francisco e Filadélfia. Em muitas áreas metropolitanas, a maioria das famílias judaicas vive em zonas suburbanas. A região metropolitana de Phoenix albergava cerca de 83.000 judeus em 2002, e tem vindo a crescer rapidamente.  A maior população judaica numa base per capita para áreas incorporadas nos Estados Unidos é Kiryas Joel, em Nova Iorque (mais de 93% com base na língua falada em casa), Cidade de Beverly Hills, Califórnia (61%), e Lakewood, Nova Jérsia (59%), sendo que duas das áreas incorporadas, Kiryas Joel e Lakewood, têm uma elevada concentração de judeus haredi, e uma área incorporada, Beverly Hills, tem uma elevada concentração de judeus não ortodoxos.
O fenómeno da migração israelita para os Estados Unidos é frequentemente conceitualizado comoYerida. A comunidade de imigrantes israelitas no país [en] está menos disseminada. As principais comunidades de imigrantes israelitas nos Estados Unidos situam-se na área metropolitana de Nova Iorque, Los Angeles, Miami e Chicago.
- A Organização para a Cooperação e Desenvolvimento Econômico (OCDE) calculou uma “taxa de expatriados” de 2,9 pessoas por mil, o que coloca Israel na faixa média das taxas de expatriados entre os 175 países da OCDE examinados em 2005.[82]

De acordo com o estudo de 2001 elaborado pela Pesquisa Nacional da População Judaica [en], 4,3 milhões de judeus americanos têm algum tipo de ligação forte à comunidade judaica, quer religiosa, quer cultural.

### Assimilação e mudanças populacionais
Estes temas paralelos facilitaram o extraordinário sucesso económico, político e social da comunidade judaica americana, mas também contribuíram para uma assimilação cultural generalizada. Mais recentemente, porém, a propriedade e o grau de assimilação [en] também se tornaram uma questão significativa e controversa no seio da comunidade judaica americana moderna, com cépticos políticos e religiosos.
Embora nem todos os judeus desaprovem os casamentos inter-religiosos [en], muitos membros da comunidade judaica receiam que a elevada taxa de casamentos inter-religiosos resulte no eventual desaparecimento da comunidade judaica americana. As taxas de casamentos interconfessionais aumentaram de cerca de 6% em 1950 e 25% em 1974, para aproximadamente 40-50% no ano 2000. Em 2013, a taxa de casamentos interconfessionais tinha aumentado para 71% para os judeus não ortodoxos. Isto, em combinação com a taxa de natalidade comparativamente baixa na comunidade judaica, levou a um declínio de 5% na população judaica dos Estados Unidos na década de 1990. Para além disso, quando comparada com a população americana em geral, a comunidade judaica americana é ligeiramente mais velha.
Um terço dos casais que se casam entre si proporciona aos seus filhos uma educação judaica, sendo esta prática mais comum entre as famílias que criam os seus filhos em zonas com elevada população judaica. A zona de Boston, por exemplo, é excecional, na medida em que se estima que 60% dos filhos de casais que se casam entre si são educados como judeus, o que significa que o casamento entre casais contribuiria efetivamente para um aumento do número de judeus.
Em contraste com as tendências atuais de assimilação, algumas comunidades dentro do judaísmo americano, como os judeus ortodoxos, têm taxas de natalidade significativamente mais elevadas e taxas de casamentos mistos mais baixas, e estão a crescer rapidamente. A proporção de membros de sinagogas judaicas que eram ortodoxos aumentou de 11% em 1971 para 21% em 2000, enquanto a comunidade judaica em geral diminuiu em número. 
No ano de 2000, havia 360.000 judeus ditos “ultra-ortodoxos” (Haredi) nos Estados Unidos (7,2%); o número de 2006 está estimado em 468.000 (9,4%). Dados do Pew Center mostram que, em 2013, 27% dos judeus americanos com menos de 18 anos vivem em famílias ortodoxas, um aumento dramático em relação aos judeus com idades entre 18 e 29 anos, dos quais apenas 11% são ortodoxos. A UJA-Federação de Nova Iorque refere que 60% das crianças judias na área da cidade de Nova Iorque vivem em lares ortodoxos. Para além de economizarem e partilharem, muitas comunidades Haredi dependem da ajuda do governo para sustentar a sua elevada taxa de natalidade e as suas famílias numerosas.
Cerca de metade dos judeus americanos são considerados religiosos. Desta população judaica religiosa de 2 831 000 pessoas, 92% são brancos não-hispânicos, 5% hispânicos (mais frequentemente da Argentina, Venezuela ou Cuba), 1% asiáticos, 1% negros e 1% outros (mestiços, etc.). Existem quase tantos judeus não religiosos nos Estados Unidos.

### Raça e etnia

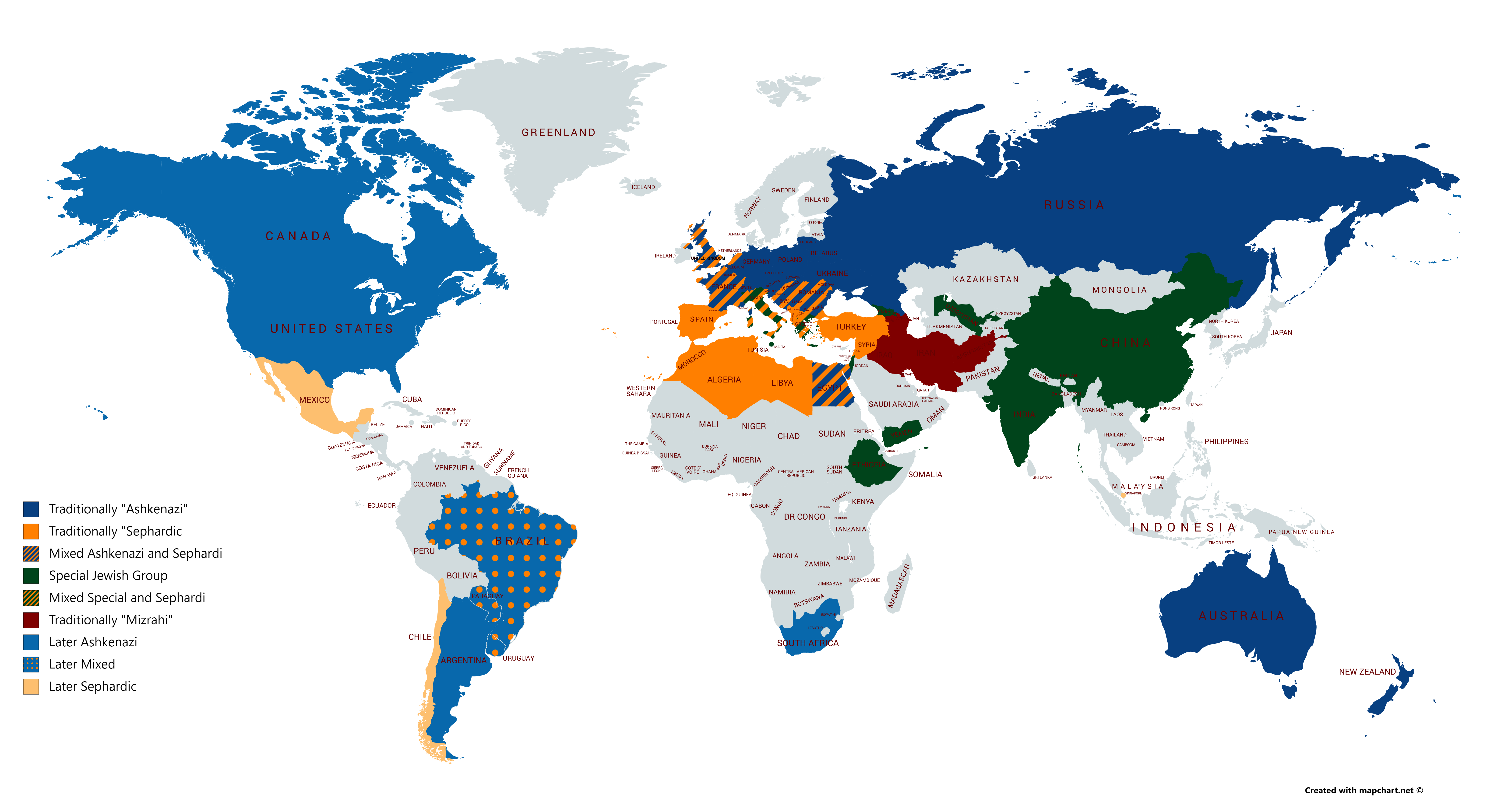
Etnias judaicas

O Departamento do Censo dos Estados Unidos classifica a maioria dos judeus americanos como brancos. O povo judeu é culturalmente diverso e pode ser de qualquer raça, etnia ou origem nacional. 
Muitos judeus assimilaram-se culturalmente e são fenotipicamente indistinguíveis das populações locais dominantes de regiões como a Europa, o Cáucaso e a Crimeia, o Norte de África, a Ásia Ocidental, a África Subsariana, a Ásia do Sul, Oriental e Central e a América, onde vivem há muitos séculos.
Muitos judeus americanos identificam-se como sendo simultaneamente judeus e brancos, enquanto muitos se identificam apenas como judeus, resistindo a esta identificação.  Muitos comentadores observaram que “muitos judeus americanos mantêm um sentimento de ambivalência em relação à brancura. 
Karen Brodkin explica esta ambivalência como estando enraizada em ansiedades sobre a potencial perda de identidade judaica, especialmente fora das elites intelectuais. Do mesmo modo, Kenneth Marcus observa uma série de fenómenos culturais ambivalentes que também foram assinalados por outros estudiosos, e conclui que “o verniz da brancura não estabeleceu de forma conclusiva a construção racial dos judeus americanos. A relação entre a identidade judaica e a identidade de maioria branca continua a ser descrita como 'complicada' para muitos judeus americanos, em especial os judeus Ashkenazi e Sephardi de ascendência europeia. A questão da brancura judaica pode ser diferente para muitos judeus mizrahi, sefarditas, negros, asiáticos e latinos, muitos dos quais podem nunca ser considerados brancos pela sociedade. Muitos nacionalistas brancos e supremacistas brancos americanos consideram todos os judeus como não-brancos, mesmo que sejam de ascendência europeia. Alguns nacionalistas brancos acreditam que os judeus podem ser brancos e um pequeno número de nacionalistas brancos são judeus.
No ano de 2013, o Retrato dos Judeus Americanos do Pew Research Center descobriu que mais de 90% dos judeus que responderam ao inquérito se descreviam como brancos não hispânicos, 2% como negros, 3% como hispânicos e 2% como tendo outras origens raciais ou étnicas.

#### Judeus por raça, ascendência ou origem nacional

##### Judeus asiático-americanos
De acordo com o Pew Research Center, menos de 1% dos judeus americanos em 2020 identificaram-se como asiáticos-americanos [en]. Cerca de 1% dos judeus religiosos identificam-se como asiático-americanos.
Uma pequena mas crescente comunidade de cerca de 350 judeus indianos-americanos [en] vive na área metropolitana de Nova Iorque, tanto no estado de Nova Iorque como em Nova Jérsia. Muitos são membros da comunidade Bene Israel da Índia. A Indian Jewish Congregation of USA, com sede na cidade de Nova Iorque, é o centro da comunidade organizada.

##### Judeus de ascendência europeia
Os judeus de ascendência europeia, frequentemente chamados de judeus brancos, são classificados como brancos pelo censo dos Estados Unidos e têm sido geralmente considerados legalmente brancos ao longo da história americana. Muitos judeus americanos de ascendência europeia identificam-se como sendo tanto judeus quanto brancos, enquanto outros se identificam exclusivamente como judeus ou como judeus e não brancos. No entanto, judeus de ascendência europeia raramente se identificam como judeus de cor e raramente são considerados pessoas de cor na sociedade americana. Segundo o Pew Research Center, a maioria dos judeus americanos são Ashkenazi brancos não-hispânicos.
O professor de Direito David Bernstein [en] questiona a ideia de que judeus americanos já tenham sido considerados não brancos, argumentando que eram "de fato considerados brancos por lei e costume", apesar de enfrentarem "discriminação, hostilidade, afirmações de inferioridade e, ocasionalmente, até violência". Bernstein observa que os judeus não foram alvos de leis contra casamentos inter-raciais, podiam frequentar escolas destinadas exclusivamente a brancos e eram classificados como brancos no sul segregacionista dos Estados Unidos. Os sociólogos Philip Q. Yang e Kavitha Koshy também questionam a "teoria do se tornar branco", observando que a maioria dos judeus de ascendência europeia foi legalmente classificada como branca desde o primeiro censo dos EUA em 1790 e que não há evidências legislativas ou judiciais de que judeus americanos tenham sido considerados não brancos.
Vários comentaristas observaram que "muitos judeus americanos mantêm um sentimento de ambivalência em relação à branquitude". Karen Brodkin explica essa ambivalência como enraizada em ansiedades sobre a possível perda da identidade judaica [en], especialmente fora das elites intelectuais. Da mesma forma, Kenneth Marcus observa vários fenômenos culturais ambivalentes, também notados por outros estudiosos, concluindo que "o verniz da branquitude não estabeleceu de forma conclusiva a construção racial dos judeus americanos".
A relação entre os judeus americanos e a identidade branca majoritária continua sendo descrita como "complicada". Muitos nacionalistas brancos americanos consideram os judeus como não brancos.

### Judeus de ascendência do Médio Oriente e do Norte de África
Os judeus de ascendência do Oriente Médio e do Norte da África, frequentemente chamados de Judeus Mizrahi, são classificados como brancos pelo censo dos Estados Unidos. Os judeus Mizrahi às vezes se identificam como judeus de cor, mas muitas vezes não o fazem, e podem ou não ser considerados pessoas de cor pela sociedade. Os judeus sírios raramente se identificam como judeus de cor e, geralmente, não são vistos como tais pela sociedade. Muitos judeus sírios se identificam como brancos, do Oriente Médio ou de outra forma como não brancos, em vez de judeus de cor.

### Judeus afro-americanos
A comunidade judaica americana inclui judeus afro-americanos e outros judeus de ascendência africana [en] nos Estados Unidos. Essa definição exclui judeus magrebinos (judeus do Norte da África) que, de acordo com o censo dos EUA, são classificados como brancos. No entanto, uma nova categoria foi recomendada pelo Escritório do Censo para o censo de 2020. Estimativas do número de judeus americanos de ascendência africana variam entre 20.000 e 200.000. Judeus de ascendência africana pertencem a todas as denominações judaicas americanas e, como outros judeus, alguns são ateus.
Entre os judeus afro-americanos notáveis estão:  Lenny Kravitz, Lisa Bonet, Sammy Davis Jr., Rashida Jones, Ros Gold-Onwude [en], Yaphet Kotto, Jordan Farmar, Taylor Mays [en], Daveed Diggs, Alicia Garza, Tiffany Haddish, além dos rabinos Capers Funnye [en] e Alysa Stanton [en].
Há divergências com uma minoria específica da comunidade de Hebreus Negros Israelitas entre afro-americanos que se consideram, mas não outros judeus, os verdadeiros descendentes dos antigos Israelitas. Os Hebreus Negros Israelitas geralmente não são considerados parte da comunidade judaica mainstream, pois não passaram formalmente por uma conversão ao judaísmo e não têm ligação étnica com outros judeus. Um desses grupos, os israelitas hebreus africanos em Israel [en], emigrou para Israel, onde recebeu status de residência permanente [en].

Judeus hispânicos e latino-americanos
Os judeus hispânicos residem no que hoje é os Estados Unidos desde os tempos coloniais. Os primeiros colonos judeus hispânicos eram Judeus sefarditas oriundos da Espanha e de Portugal. A partir do século XVI, alguns colonos espanhóis no que hoje é Novo México e Texas eram cripto-judeus, embora não houvesse uma presença judaica organizada na região. Ondas posteriores de imigração sefardita trouxeram judeus falantes de Judeu-espanhol do Império Otomano, em regiões que hoje correspondem à Grécia, Turquia, Bulgária, Líbia e Síria. Esses judeus sefarditas de língua espanhola, assim como os sefarditas de ascendência europeia, como os Judeus espanhóis e portugueses, são às vezes considerados culturalmente, mas não etnicamente, hispânicos.
Judeus hispânicos e latino-americanos, especialmente judeus Ashkenazi hispânicos e latino-americanos, frequentemente se identificam como brancos em vez de judeus de cor. Alguns judeus com raízes na América Latina podem não se identificar como "hispânicos" ou "latinos", geralmente devido às suas origens recentes como imigrantes europeus. Judeus americanos de ascendência argentina, brasileira e mexicana frequentemente são Asquenazes, mas alguns pertencem ao grupo sefardita.
Judeus asquenazes nos Estados Unidos
Os judeus asquenazes , também conhecidos como Judeus Ashkenazitas são uma população judaica da diáspora que se consolidou no Sacro Império Romano por volta do final do primeiro milênio.
O termo ''Asquenaze' refere-se aos judeus que estabeleceram comunidades ao longo do rio Reno no oeste da Alemanha e no norte da França durante a Idade Média. O idioma tradicional da diáspora Asquenaze é o iídiche (um idioma germânico com elementos de hebraico, aramaico e línguas eslavas), desenvolvido após sua migração para o norte da Europa, principalmente na Alemanha e na França. Durante séculos, os judeus Ashkenazi usaram o hebraico apenas como idioma sagrado, até o revivalismo do hebraico como língua comum no Israel do século XX.
A maioria da população judaica nos Estados Unidos é composta por judeus asquenazes, descendentes de populações da Europa Central e Europa Oriental. A maior parte dos judeus asquenazes americanos são brancos não hispânicos, mas uma minoria é composta por judeus de cor, hispânicos/latinos ou ambos.
Judeus sefarditas nos Estados Unidos
Os judeus sefarditas, também conhecidos como Judeus Sefarditas, Sefarditas, ou Judeus Hispânicos pelos estudiosos modernos, são uma divisão étnica judaica originária de comunidades tradicionalmente estabelecidas na Península Ibérica (Espanha e Portugal modernos). O termo “sefardita” também se refere por vezes aos judeus mizrahim (comunidades judaicas orientais) da Ásia Ocidental e do Norte de África. Embora a maioria deste último grupo não tenha ascendência das comunidades judaicas da Península Ibérica, a maior parte deles foi influenciada pelo estilo de liturgia sefardita e pela lei e costumes sefarditas, devido à influência dos exilados judeus ibéricos ao longo dos últimos séculos (incluindo a Idade de Ouro sefardita e os ensinamentos de muitos filósofos judeus ibéricos). Este artigo trata dos sefarditas na sua definição étnica mais restrita.
Expulsos em grande parte da Península Ibérica no final do século XV, levaram consigo uma identidade judaica diaspórica distinta para o Norte de África, incluindo os atuais Marrocos, Argélia, Tunísia, Líbia e Egito; Sudeste e Sul da Europa, incluindo a França, os Países Baixos, a Itália, a Grécia, a Roménia, a Bulgária e a Macedónia do Norte; Ásia Ocidental, incluindo a Turquia, o Líbano, a Síria, o Iraque e o Irão; bem como as Américas (embora em menor número em comparação com a diáspora judaica asquenazes); e todos os outros locais onde se estabeleceram no exílio. Por vezes, instalaram-se perto de comunidades judaicas já existentes, como a do antigo Curdistão, ou foram os primeiros a chegar a novas fronteiras, com o seu maior alcance através da Rota da Seda.
Como resultado do êxodo judaico mais recente das terras árabes, muitos dos sefarditas teorim da Ásia Ocidental e do Norte de África deslocaram-se para Israel ou para França, onde formam uma parte significativa das comunidades judaicas actuais. Outras comunidades significativas de Sefarditas Tehorim migraram também, em tempos mais recentes, do Próximo Oriente para Nova Iorque, Argentina, Costa Rica, México, Montreal, Gibraltar, Porto Rico e República Dominicana. Devido à pobreza e à turbulência na América Latina, outra vaga de judeus sefarditas juntou-se a outros latino-americanos que migraram para os Estados Unidos, Canadá, Espanha e outros países da Europa.

##### Judeus mizrahim nos Estados Unidos
Judeus mizrahim (hebraico: יהודי המִזְרָח) ou Mizrahim (מִזְרָחִים), também por vezes referidos como Mizrachi (מִזְרָחִי), Edot HaMizrach (עֲדוֹת-הַמִּזְרָח; transl. Comunidades [judaicas] do [Médio] Oriente") ou judeus orientais, são os descendentes das comunidades judaicas locais que existiram na Ásia e no Norte de África desde os tempos bíblicos até à era moderna.
O termo Mizrahim aplica-se quase exclusivamente aos descendentes  das comunidades judaicas do Médio Oriente provenientes da Ásia e do Norte de África; nesta classificação incluem-se os judeusiraquianos, curdos, libaneses, sírios, iemenitas, turcos, iranianos, bukharianos e da montanha, bem como os descendentes dos judeus magrebinos que viveram nos países do Norte de África, como os judeus egípcios, líbios, tunisinos, argelinos e marroquinos.
Após 1948, os judeus mizrahi, na sua maioria milhares de descendentes de judeus libaneses, sírios e egípcios, bem como alguns de outras  comunidades judaicas do Médio Oriente e do Norte de África, migraram para os Estados Unidos.

### Judeus etíopes nos Estados Unidos
Os Beta Israel, também conhecidos como judeus etiopes, são uma comunidade judaica que se desenvolveu e viveu durante séculos na área do Império Etíope. A maior parte da comunidade Beta Israel emigrou para Israel no final do século XX. Desde a década de 1990, cerca de 1000 judeus etíopes de língua hebraica que se tinham estabelecido em Israel como judeus etíopes em Israel reinstalaram-se nos Estados Unidos como americanos etíopes, com cerca de metade da comunidade judaica etíope israelo-americana a viver em Nova Iorque.

### Economia e sociabilidade
A educação judaica desempenha um papel importante como parte da identidade judaica. Uma vez que a cultura judaica lhe atribui um valor especial e sublinha a importância do cultivo de atividades intelectuais, da erudição e da aprendizagem, os judeus americanos, enquanto grupo, tendem a ser mais instruídos e a ganhar mais do que os americanos no seu conjunto. Os judeus americanos também têm uma média de 14,7 anos de escolaridade, o que os torna os mais instruídos de todos os principais grupos religiosos dos Estados Unidos.
Quarenta e quatro por cento (55% dos judeus reformistas) têm rendimentos familiares superiores a 100.000 dólares, em comparação com 19% de todos os americanos, sendo o segundo grupo mais elevado o dos hindus, com 43%. E enquanto 27% dos americanos têm uma universidade de quatro anos ou pós-graduação, cinquenta e nove por cento (66% dos judeus reformistas) dos judeus americanos têm, o segundo mais elevado de todos os grupos étnicos depois dos indianos-americanos.  75% dos judeus americanos obtiveram alguma forma de post-secondary education se os diplomas e certificados de dois anos de formação profissional e de faculdades comunitárias também forem incluídos.
31% dos judeus americanos têm um diploma de pós-graduação; este número é comparado com o da população americana em geral, em que 11% dos americanos têm um diploma de pós-graduação. Os empregos profissionais de colarinho branco têm sido atrativos para os judeus e grande parte da comunidade tende a seguir carreiras profissionais de colarinho branco que exigem educação superior e envolvem credenciais formais, em que a respeitabilidade e a reputação dos empregos profissionais são altamente valorizadas na cultura judaica. Enquanto 46% dos americanos trabalham em empregos profissionais e de gestão, 61% dos judeus americanos trabalham como profissionais, muitos dos quais são profissionais assalariados com um elevado nível de formação e cujo trabalho é, em grande medida, auto-dirigido em profissões como engenharia, ciências, medicina, banca de investimento, finanças, direito e universidades. 
Grande parte da comunidade judaica americana tem um estilo de vida de classe média. Enquanto o património líquido médio de uma família típica americana é de 99.500 dólares, entre os judeus americanos esse valor é de 443.000 dólares. Além disso, estima-se que o rendimento mediano dos judeus americanos se situe entre os 97 000 e os 98 000 dólares, quase o dobro da mediana nacional americana. Qualquer uma destas duas estatísticas pode ser confundida pelo fato de a população judaica ser, em média, mais velha do que outros grupos religiosos do país, com 51% dos adultos inquiridos com mais de 50 anos, em comparação com 41% a nível nacional. As pessoas mais velhas tendem tanto um maior capital acumulado [en] como a ter um nível de educação mais elevado. No ano de 2016, os Judeus ortodoxos modernos tinham um rendimento familiar médio de 158 000 dólares, enquanto os Ortodoxos abertos Os judeus tinham um rendimento familiar mediano de 185.000 dólares (em comparação com o rendimento familiar mediano americano de 59.000 dólares em 2016).
No seu conjunto, os judeus americanos e canadianos doam mais de 9 mil milhões de dólares por ano a organizações de caridade. Isto reflete as tradições judaicas de apoio aos serviços sociais como forma de cumprir os ditames da lei judaica. A maioria das instituições de caridade beneficiadas não são organizações especificamente judaicas.
Embora o rendimento médio dos judeus americanos seja elevado, algumas comunidades judaicas registam níveis elevados de pobreza. Na área de Nova Iorque, há cerca de 560 000 judeus a viver em agregados familiares pobres ou quase pobres, o que representa cerca de 20% da comunidade judaica metropolitana de Nova Iorque. Os judeus afectados pela pobreza têm uma probabilidade desproporcionada de serem crianças, jovens adultos, idosos, pessoas com baixo nível de escolaridade, trabalhadores a tempo parcial, imigrantes da antiga União Soviética, imigrantes sem cidadania americana, sobreviventes do Holocausto, famílias ortodoxas e adultos solteiros, incluindo pais solteiros. Deficiência é um fator importante no estatuto socioeconómico dos judeus deficientes. Os judeus com deficiência têm uma probabilidade significativamente maior de ter baixos rendimentos do que os judeus sem deficiência, enquanto os judeus com rendimentos elevados têm uma probabilidade significativamente menor de ter deficiência. Judeus secularistas, judeus sem denominação e pessoas que se identificam como “apenas judeus” também têm maior probabilidade de viver na pobreza em comparação com judeus afiliados a uma denominação religiosa.
De acordo com uma análise efetuada pela Gallup, os judeus americanos têm a mais elevada bem-estar de qualquer grupo étnico ou religioso na América.
A grande maioria dos estudantes judeus em idade escolar frequenta escolas públicas, embora se encontrem escolas judaicas diurnas e yeshivas em todo o país. O ensino da cultura judaica e da língua hebraica também é comumente oferecido nas sinagogas sob a forma de escolas suplementares de hebraico ou escolas dominicais.
Desde o início do século XX até à década de 1950, foram impostos sistemas de cotas em colégios e universidades de elite, sobretudo no Nordeste, como resposta ao número crescente de filhos de imigrantes judeus recentes; estes sistemas limitavam o número de estudantes judeus aceites e reduziam consideravelmente a sua frequência anterior. As matrículas de judeus na Faculdade de Medicina de Cornell caíram de 40% para 4% entre as guerras mundiais, e as de Harvard caíram de 30% para 4%. Antes de 1945, apenas alguns professores judeus eram autorizados a lecionar em universidades de elite. Em 1941, por exemplo, o antissemitismo expulsou Milton Friedman de um cargo de professor assistente não titular na Universidade de Wisconsin-Madison. Harry Levin [en] tornou-se o primeiro professor judeu efetivo do departamento de Inglês da Harvard em 1943, mas o departamento de Economia decidiu não contratar Paul Samuelson em 1948. Harvard contratou os seus primeiros bioquímicos judeus em 1954.
De acordo com Clark Kerr [en], Martin Meyerson [en], em 1965, tornou-se o primeiro judeu a servir, embora temporariamente, como líder de uma grande universidade americana de investigação. Nesse ano, Meyerson foi chanceler interino da Universidade da Califórnia, Berkeley, mas não conseguiu obter uma nomeação permanente devido a uma combinação de erros tácticos da sua parte e de antissemitismo no Conselho de Regentes da Universidade da Califórnia.  Meyerson foi presidente da Universidade da Pensilvânia de 1970 a 1981.
Em 1986, um terço dos presidentes dos clubes de elite de Harvard eram judeus. Rick Levin foi presidente da Universidade de Yale de 1993 a 2013, Judith Rodin foi presidente da Universidade da Pensilvânia de 1994 a 2004 (e é atualmente presidente da Fundação Rockefeller), O sobrinho de Paul Samuelson, Lawrence Summers, foi presidente da Universidade de Harvard de 2001 a 2006, e Harold Shapiro foi presidente da Universidade de Princeton de 1992 a 2000.

### Universidades públicas[163]
| Rank | Universidade | Estudantes Judeus (est.) | % do Corpo Discente | Matrícula de Graduação             |
| ---- | --- | ------------------------ | ------------------- | ---------------------------------- |
| 1    | Universidade da Flórida | 6.500                    | 19%                 | 34.464                             |
| 2    | Universidade Rutgers | 6.400                    | 18%                 | 36.168                             |
| 3    | Universidade da Flórida Central | 6.000                    | 11%                 | 55.776                             |
| 4    | Universidade de Maryland | 5.800                    | 20%                 | 28.472                             |
| 5    | Universidade de Michigan | 4.500                    | 16%                 | 28.983                             |
| 6    | Universidade de Indiana Universidade de Wisconsin–Madison | 4.200                    | 11% 13%             | 39.184 31.710                      |
| 8    | CUNY, Brooklyn College Queens College Pennsylvania State University, University Park | 4.000                    | 28% 25% 10%         | 14.406 16.326 41.827               |
| 11   | Universidade de Binghamton | 3.700                    | 27%                 | 13.632                             |
| 12   | Universidade do Estado de Nova Iorque em Albany Universidade Internacional da Flórida Universidade Estadual de Michigan Universidade Estadual do Arizona – Campus Tempe Universidade do Estado da Califórnia em Northridge | 3.500                    | 27% 8% 9% 8% 10%    | 13.139 45.813 39.090 42.477 35.552 |

### Universidades privadas
| Rank | Universidade                                                                         | Estudantes Judeus (est.) | % do Corpo Discente | Matrícula de Graduação  |
| ---- | ------------------------------------------------------------------------------------ | ------------------------ | ------------------- | ----------------------- |
| 1    | Universidade de Nova York                                                            | 6.500                    | 33%                 | 19.401                  |
| 2    | Universidade de Boston                                                               | 4.000                    | 20%                 | 15.981                  |
| 3    | Universidade Cornell                                                                 | 3.500                    | 25%                 | 13.515                  |
| 4    | Universidade de Miami                                                                | 3.100                    | 22%                 | 14.000                  |
| 5    | Universidade George Washington Universidade da Pensilvânia Universidade Yeshiva      | 2.800                    | 31% 30% 99%         | 10.394 9.718 2.803      |
| 8    | Universidade de Syracuse                                                             | 2.500                    | 20%                 | 12.500                  |
| 9    | Universidade Columbia Universidade Emory Universidade Harvard Universidade Tulane    | 2.000                    | 29% 30%             | 6.819 6.510 6.715 6.533 |
| 13   | Universidade Brandeis Universidade Northwestern Universidade Washington em St. Louis | 1.800                    | 56% 23% 29%         | 3.158 7.826 6.097       |

## Religião

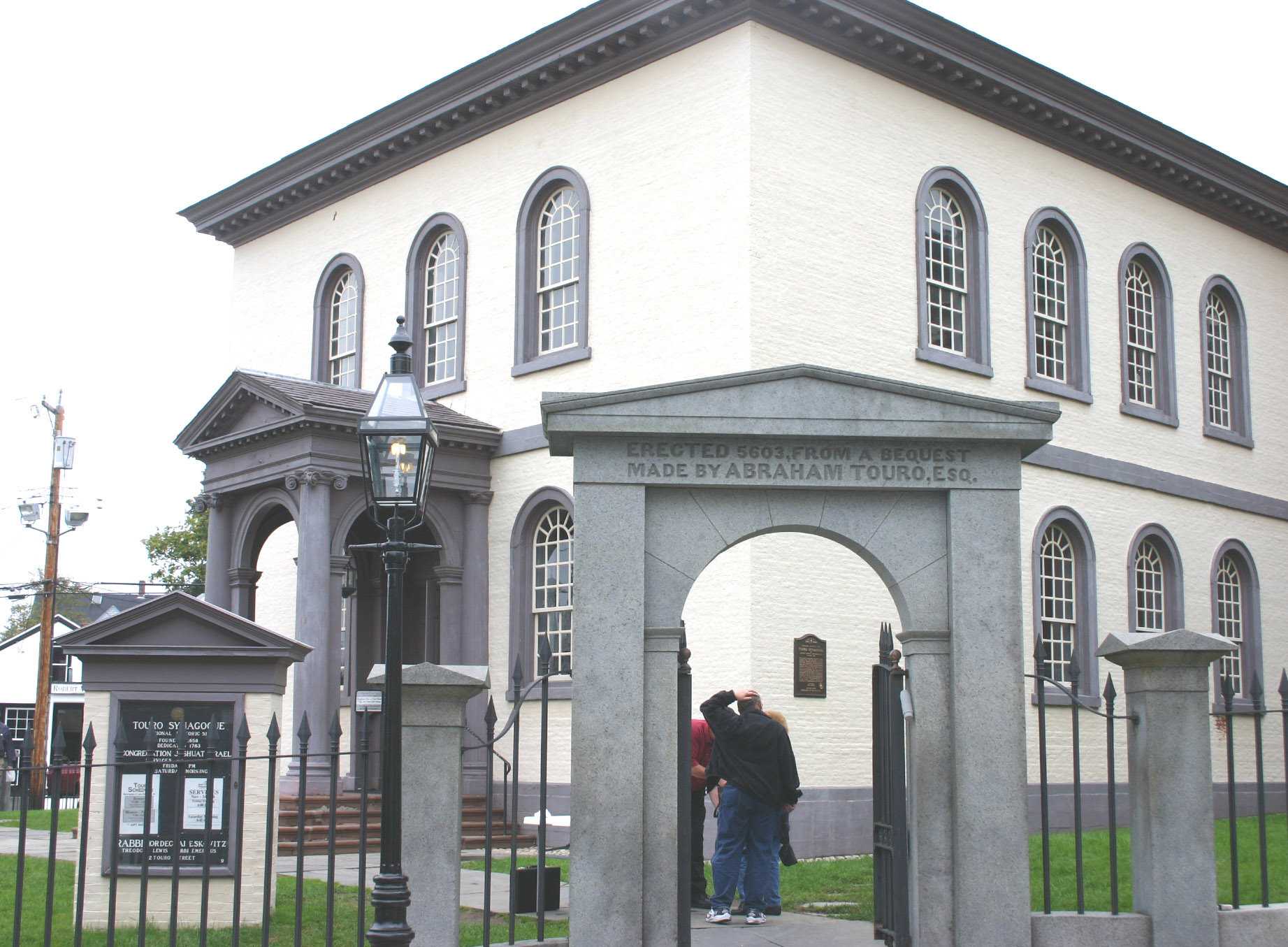
A Sinagoga Touro (construída em 1759), em Newport, Rhode Island, é o edifício de sinagoga mais antigo ainda existente nos Estados Unidos.

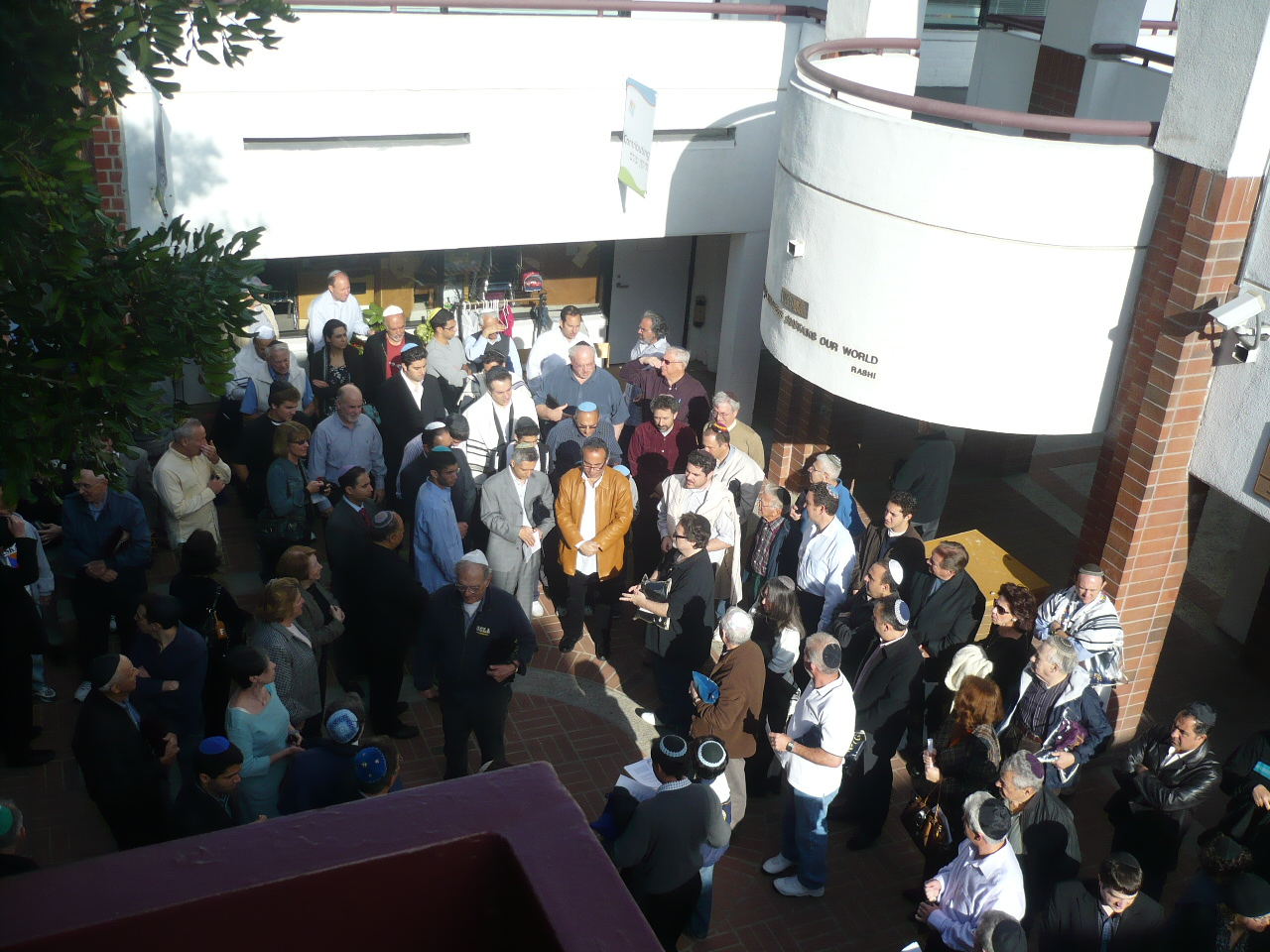
Birkat Hachama de judeus conservadores, Encino, Los Angeles

A maioria dos judeus americanos continua a identificar-se com o judaísmo e as suas principais tradições, como o judaísmo conservador, ortodoxo e reformista. Mas, já na década de 1980, 20 a 30% dos membros das maiores comunidades judaicas, como as de Nova Iorque, Chicago, Miami e outras, rejeitavam um rótulo denominacional [en].
De acordo com o Pesquisa Nacional sobre a População Judaica [en]  de 1990, 38% dos judeus estavam filiados na tradição reformista, 35% eram conservadores, 6% eram ortodoxos, 1% eram reconstrucionistas, 10% estavam ligados a outra tradição e 10% disseram que eram “apenas judeus”.

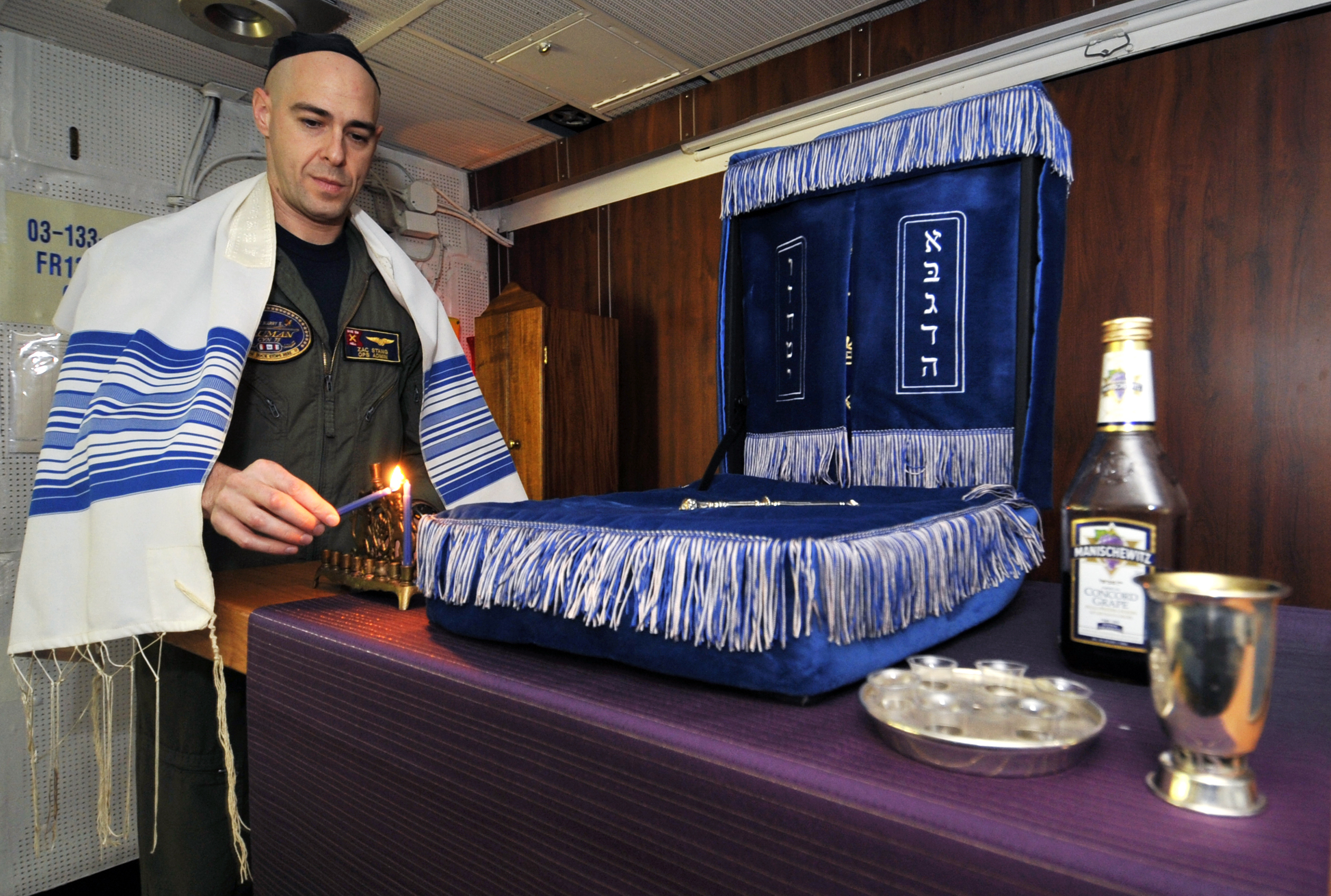
Militares americanos acendem uma Menorá por ocasião do primeiro dia de Hanukkah

A prática religiosa judaica nos Estados Unidos é bastante variada. Entre os 4,3 milhões de judeus americanos descritos como “fortemente ligados” ao judaísmo, mais de 80% referem algum tipo de envolvimento ativo com o judaísmo, que vai desde a participação em serviços de oração diários, num extremo do espectro, até à participação mínima em Seders da Páscoa ou ao acender de velas de Hanukkah, no outro.
Uma pesquisa Harris [en] de 2003 revelou que 16% dos judeus americanos vão à sinagoga pelo menos uma vez por mês, 42% vão com menos frequência mas pelo menos uma vez por ano e 42% vão com menos frequência do que uma vez por ano. A pesquisa revelou que dos 4,3 milhões de judeus fortemente ligados ao judaísmo, 46% pertencem a uma sinagoga. Entre os agregados familiares que pertencem a uma sinagoga, 38% são membros de sinagogas reformistas, 33% conservadoras, 22% ortodoxas, 2% reconstrucionistas e 5% de outros tipos.
Tradicionalmente, os judeus sefarditas e mizrahim não têm ramos diferentes (ortodoxos, conservadores, reformistas, etc.), mas mantêm-se normalmente observantes e religiosos. No entanto, as suas sinagogas são geralmente consideradas ortodoxas ou haredim sefardita [en] pelos judeus não sefarditas. Mas nem todos os sefarditas são ortodoxos; entre os pioneiros do movimento do judaísmo reformista, na década de 1820, havia a congregação sefardita Beth Elohim [en], em Charleston, Carolina do Sul.
A pesquisa descobriu que os judeus do Nordeste e do Centro-Oeste são geralmente mais observantes do que os judeus do Sul ou do Oeste. Refletindo uma tendência também observada entre outros grupos religiosos, os judeus do Noroeste dos Estados Unidos são normalmente os menos participantes.
A pesquisa de Identificação Religiosa Americana [en] de 2008 revelou que cerca de 3,4 milhões de judeus americanos se consideram religiosos, de uma população judaica geral de cerca de 5,4 milhões. O número de judeus que se identificam apenas como culturalmente judeus aumentou de 20% em 1990 para 37% em 2008, de acordo com o estudo. No mesmo período, o número de adultos norte-americanos que afirmaram não ter religião aumentou de 8% para 15%. Segundo os investigadores, os judeus têm mais probabilidades de serem seculares do que os americanos em geral. Cerca de metade de todos os judeus americanos - incluindo os que se consideram religiosamente observantes  – afirmam no inquérito que têm uma visão secular do mundo e não veem qualquer contradição entre essa perspectiva e a sua fé, segundo os autores do estudo. Os pesquisadores atribuem as tendências dos judeus americanos à elevada taxa de casamentos mistos e ao “afastamento do judaísmo” nos Estados Unidos.

### Crenças religiosas
Os judeus americanos têm mais probabilidades de serem ateus ou agnósticos do que a maioria dos americanos, especialmente quando comparados com os protestantes ou católicos americanos. Uma sondagem de 2003 revelou que, enquanto 79% dos americanos acreditam em Deus, apenas 48% dos judeus americanos o fazem, em comparação com 79% e 90% dos católicos e protestantes americanos, respetivamente. Enquanto 66% dos americanos afirmaram estar “absolutamente certos” da existência de Deus, 24% dos judeus americanos disseram o mesmo. E embora 9% dos americanos acreditem que Deus não existe (8% dos Católicos Americanos e 4% dos Protestantes Americanos), que 19% dos judeus americanos acreditam que Deus não existe.
Uma sondagem Harris de 2009 mostrou que os judeus americanos constituem o grupo religioso que mais aceita a ciência da evolução, com 80% a aceitar a evolução, em comparação com 51% dos católicos, 32% dos protestantes e 16% dos cristãos nascidos de novo.
Um relatório de 2013 do Pew Research Center concluiu que 1,7 milhões de adultos judeus americanos, 1,6 milhões dos quais foram criados em lares judeus ou têm ascendência judaica, se identificam como cristãos ou judeus messiânicos, mas também se consideram etnicamente judeus. Outros 700.000 adultos cristãos americanos consideravam-se “judeus por afinidade” ou judeus “enxertados.

### Budismo
Os judeus budistas, frequentemente apelidados de "Jubus", são representados de forma desproporcional entre os budistas americanos [en]. Esse fenômeno ocorre especialmente entre judeus cujos pais não possuem herança budista e que não têm tradições budistas em suas famílias. Estima-se que entre 20% e 30% dos budistas americanos se identificam como judeus, embora apenas cerca de 2% da população dos EUA seja judia.
Um número crescente[carece de fontes?] de judeus americanos tem adotado práticas espirituais budistas, enquanto continuam se identificando e praticando o judaísmo. Muitos desses indivíduos combinam as duas tradições de maneira pessoal, praticando elementos tanto do judaísmo quanto do budismo.
Entre os judeus americanos conhecidos por adotarem práticas budistas estão Robert Downey Jr., Allen Ginsberg, Linda Pritzker [en], Jonathan F. P. Rose [en], Goldie Hawn e sua filha Kate Hudson, Steven Seagal, Adam Yauch (do grupo de rap Beastie Boys) e Garry Shandling. Os cineastas Irmãos Coen também foram influenciados pelo budismo em determinado momento de suas vidas.

## Política contemporânea

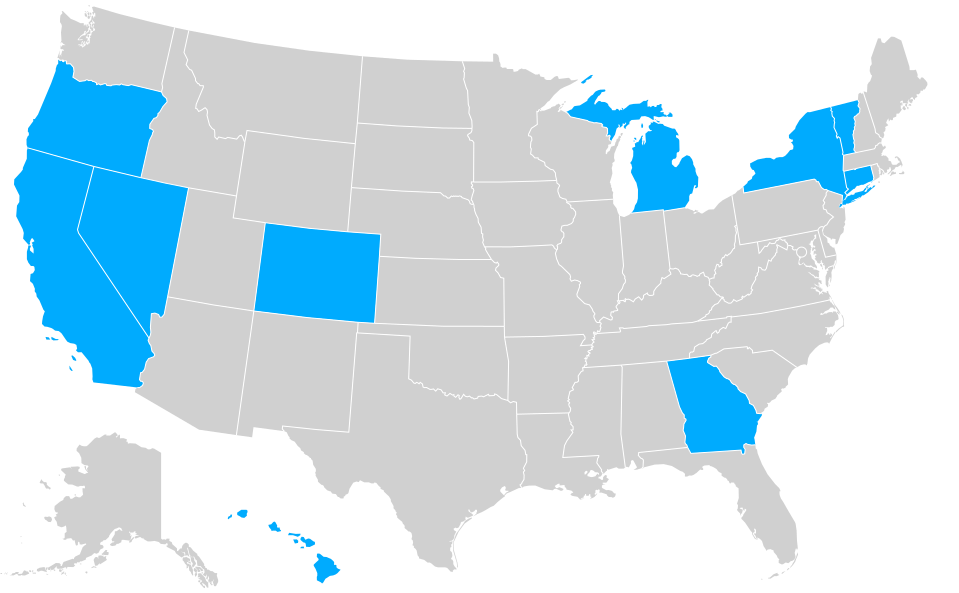
Mapa dos senadores judeus a partir de 2025. Azul indica que atualmente há pelo menos um senador judeu daquele estado. Cinza indica que não há senadores judeus naquele estado.

Os judeus americanos são um grupo distinto e influente na política dos Estados Unidos. Jeffrey S. Helmreich argumenta que a capacidade dos judeus americanos de exercer influência política ou financeira é frequentemente superestimada, sendo a principal influência atribuída aos padrões de votação do grupo.
"Os judeus dedicaram-se à política com quase um fervor religioso", escreve Mitchell Bard [en], que acrescenta que os judeus têm o maior percentual de participação eleitoral entre os grupos étnicos, com 84% relatando estar registrados para votar.
Embora a maioria (60–70%) dos judeus americanos se identifique com o Partido Democrata, há diversidade no espectro político, com judeus mais observantes tendo maior probabilidade de votar no Partido Republicano em comparação com seus colegas menos observantes ou seculares.

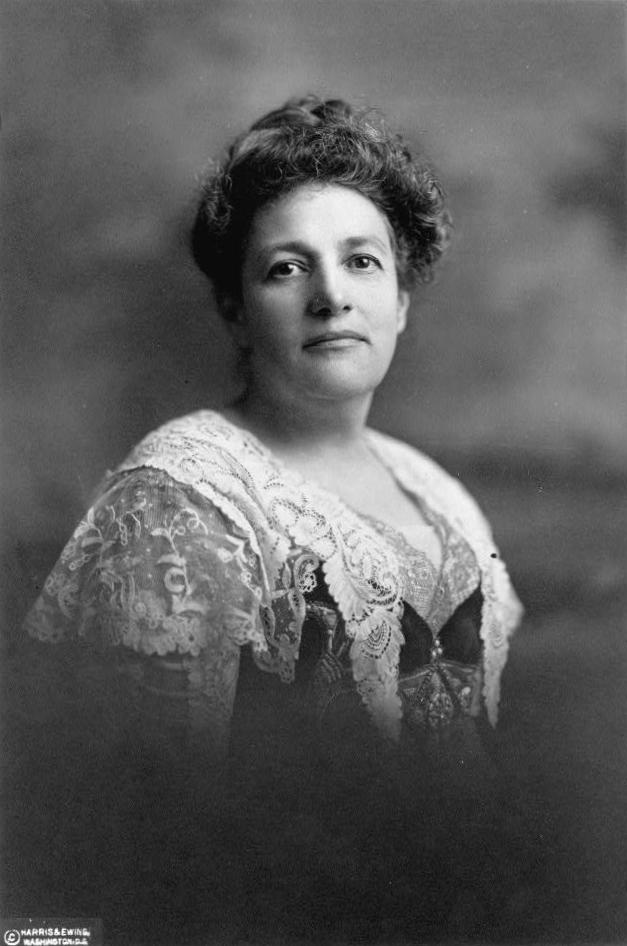
Florence Kahn foi a primeira mulher judia eleita para o Congresso dos Estados Unidos e a primeira a ser reeleita.

 Devido à forte identificação com o Partido Democrata, na Eleição presidencial nos Estados Unidos em 2008, 78% dos judeus votaram no democrata Barack Obama contra 21% no republicano John McCain, apesar das tentativas republicanas de associar Obama a causas muçulmanas e pró-palestinas. Sugere-se que as visões conservadoras da candidata à vice-presidência Sarah Palin sobre questões sociais podem ter afastado os judeus do ticket McCain–Palin. Na Eleição presidencial nos Estados Unidos em 2012, 69% dos judeus votaram no presidente democrata Obama.
Em 2019, após a eleição de Donald Trump em 2016, uma pesquisa do Jewish Electorate Institute mostrou que 73% dos eleitores judeus se sentiam menos seguros como judeus do que antes, 71% desaprovavam a forma como Trump lidava com o antissemitismo (54% desaprovavam fortemente), 59% acreditavam que ele tinha "alguma responsabilidade" pelos ataques às sinagogas de Pittsburgh e Poway, e 38% estavam preocupados que Trump incentivasse o extremismo de direita. As opiniões sobre os partidos foram mais moderadas: 28% estavam preocupados com as alianças dos republicanos com nacionalistas brancos e sua tolerância ao antissemitismo, enquanto 27% tinham preocupações semelhantes sobre os democratas tolerarem o antissemitismo.
Na Eleição presidencial nos Estados Unidos em 2020, 77% dos judeus americanos votaram em Joe Biden, enquanto 22% votaram em Donald Trump.

### Política externa
Os judeus americanos têm demonstrado um forte interesse em assuntos internacionais, especialmente em relação à Alemanha nos anos 1930 e a Israel desde 1945. Ambos os principais partidos políticos dos Estados Unidos mantêm compromissos firmes em apoio a Israel. O Dr. Eric Uslaner, da Universidade de Maryland, observou que, durante a eleição de 2004, apenas 15% dos judeus consideraram Israel como uma questão chave de votação. Entre esses eleitores, 55% votaram em John Kerry, comparados a 83% dos eleitores judeus que não priorizaram Israel. Uslaner também aponta que visões negativas sobre os evangélicos impactaram negativamente o desempenho dos republicanos entre os eleitores judeus, enquanto judeus ortodoxos, geralmente mais conservadores em questões sociais, favoreceram o Partido Republicano.
Um artigo do New York Times sugere que a migração de judeus para o Partido Republicano está fortemente vinculada a questões de fé, similar ao comportamento de eleitores católicos, o que teria contribuído para a vitória de George W. Bush na Flórida em 2004. No entanto, Natan Guttman, chefe do escritório de Washington do jornal The Forward, descarta essa ideia, escrevendo na revista Moment que, apesar dos avanços republicanos na comunidade judaica, análises das últimas três décadas de pesquisas de boca de urna confirmam que os judeus votam predominantemente no Partido Democrata.
Os judeus americanos também foram os mais fortemente contrários à Guerra do Iraque desde o início, em comparação com qualquer outro grupo étnico ou mesmo com a maioria dos americanos. Essa oposição não foi apenas reflexo de sua alta identificação com o Partido Democrata, mas também de judeus de todas as orientações políticas que eram mais propensos a se opor à guerra em comparação com não judeus com visões políticas similares.

### Questões internas
Uma pesquisa do Pew Research Center de 2013 sugere que as opiniões dos judeus americanos sobre a política doméstica estão profundamente entrelaçadas com a autodefinição da comunidade como uma minoria perseguida que se beneficiou das liberdades e transformações sociais nos Estados Unidos e sente-se obrigada a ajudar outras minorias a obter os mesmos benefícios. Judeus americanos, independentemente de idade e gênero, tendem a votar e apoiar políticos e políticas do Partido Democrata. Por outro lado, os judeus ortodoxos americanos têm visões políticas domésticas mais alinhadas às de seus vizinhos cristãos religiosos.
Os judeus americanos são amplamente favoráveis aos direitos LGBT, com 79% afirmando, em uma pesquisa do Pew de 2011, que a homossexualidade deveria ser "aceita pela sociedade". Na mesma pesquisa, a média entre todos os grupos demográficos americanos foi de 50%. Há, no entanto, uma divisão em relação à homossexualidade dependendo do nível de observância. Rabinos reformistas nos Estados Unidos realizam casamentos entre pessoas do mesmo sexo como prática rotineira, e há quinze congregações judaicas LGBT na América do Norte. Judeus reformistas, reconstrucionistas e, cada vez mais, conservadores são muito mais favoráveis ao casamento entre pessoas do mesmo sexo do que os ortodoxos. Uma pesquisa de 2007 com líderes e ativistas do judaísmo conservador mostrou que a maioria expressiva apoiava a ordenação de rabinos gays e o casamento entre pessoas do mesmo sexo. Como reflexo disso, 78% dos eleitores judeus rejeitaram a Proposição 8, uma medida que proibia o casamento entre pessoas do mesmo sexo na Califórnia, um nível de oposição mais alto do que qualquer outro grupo religioso ou étnico.
Uma pesquisa do Pew de 2014 revelou que a maioria dos judeus americanos apoia os direitos ao aborto, com 83% afirmando que o aborto deveria ser legal em todos ou na maioria dos casos.
Em relação ao equilíbrio entre economia e proteção ambiental, os judeus americanos mostram-se significativamente mais inclinados, em comparação com outros grupos religiosos (exceto budistas), a favor de uma maior proteção ambiental.
Os judeus nos Estados Unidos também se opõem amplamente às políticas atuais de proibição da maconha. Em 2009, 86% dos judeus americanos eram contra a prisão de usuários não violentos de maconha, comparado a 61% da população geral e 68% de todos os democratas. Além disso, 85% dos judeus americanos eram contrários ao uso de leis federais para fechar cooperativas de pacientes em estados onde a maconha medicinal é legal.
Uma pesquisa do Pew Research de 2014 intitulada "How Americans Feel About Religious Groups" concluiu que os judeus eram o grupo mais bem visto entre todos os outros, com uma pontuação de 63 em uma escala de 100. Os judeus foram mais positivamente avaliados por seus próprios membros e, em seguida, por evangélicos brancos. Sessenta por cento dos entrevistados afirmaram já terem conhecido um judeu.

## Cultura judaico-americana
Desde a época da última grande vaga de imigração judaica para a América (mais de 2.000.000 de judeus da Europa de Leste que chegaram entre 1890 e 1924), a cultura secular judaica nos Estados Unidos integrou-se, em quase todos os aspectos importantes, na cultura americana em geral. Muitos aspectos da cultura judaico-americana tornaram-se, por sua vez, parte da cultura mais alargada dos Estados Unidos.

### Idioma
| Ano                                     | Hebraico | Iídiche   |
| --------------------------------------- | -------- | --------- |
| 1910a                                   | —        | 1.051.767 |
| 1920a                                   | —        | 1.091.820 |
| 1930a                                   | —        | 1.222.658 |
| 1940a                                   | —        | 924.440   |
| 1960a                                   | 38.346   | 503.605   |
| 1970a                                   | 36.112   | 438.116   |
| 1980                                    |          | 315.953   |
| 1990                                    | 144.292  | 213.064   |
| 2000                                    | 195.374  | 178.945   |
| ↑a População nascida no exterior apenas |          |           |

A maioria dos judeus americanos hoje fala inglês como língua nativa. No entanto, diversas outras línguas ainda são faladas em comunidades judaicas nos Estados Unidos, refletindo as diferentes divisões étnicas judaicas que se uniram para formar a população judaica do país.
Muitos judeus hassídicos americanos, sendo exclusivamente de ascendência asquenaze, são criados falando iídiche. O iídiche foi, em tempos, a língua principal da maioria dos milhões de judeus asquenazes que migraram para os Estados Unidos, sendo também o idioma original em que The Forward foi publicado. O iídiche influenciou o inglês americano, com palavras emprestadas como chutzpah ("ousadia"), nosh ("lanche"), schlep ("carregar"), schmuck ("pessoa desprezível", eufemismo para "pênis") e, dependendo do idioleto, centenas de outros termos.
Muitos judeus mizrahim, incluindo os de países árabes como Síria, Egito, Iraque, Iêmen, Marrocos e Líbia, falam árabe. Existem comunidades mizrahim em Brooklyn, e a cidade de Deal, Nova Jérsia é conhecida por sua população predominantemente judaica síria, grande parte dela ortodoxa.
A comunidade de judeus persas nos Estados Unidos, notavelmente concentrada em Los Angeles e Beverly Hills, Califórnia, utiliza principalmente o persa (veja também persa-judeu) em casa e na sinagoga. Também publicam jornais em persa. Judeus persas residem ainda em regiões como Kew Gardens, Queens [en] e Great Neck, Nova Iorque [en].
Muitos imigrantes judeus recentes da União Soviética falam predominantemente russo em casa, com comunidades notáveis onde a vida pública e os negócios são realizados em russo, como em Brighton Beach, na cidade de Nova York, e em Sunny Isles Beach, na Flórida. Estima-se que, em 2010, havia cerca de 92 mil lares de judeus falantes de russo na região metropolitana de Nova York, com uma população entre 223 mil e 350 mil. Outra população significativa de judeus russos pode ser encontrada no Distrito de Richmond [en], em São Francisco.

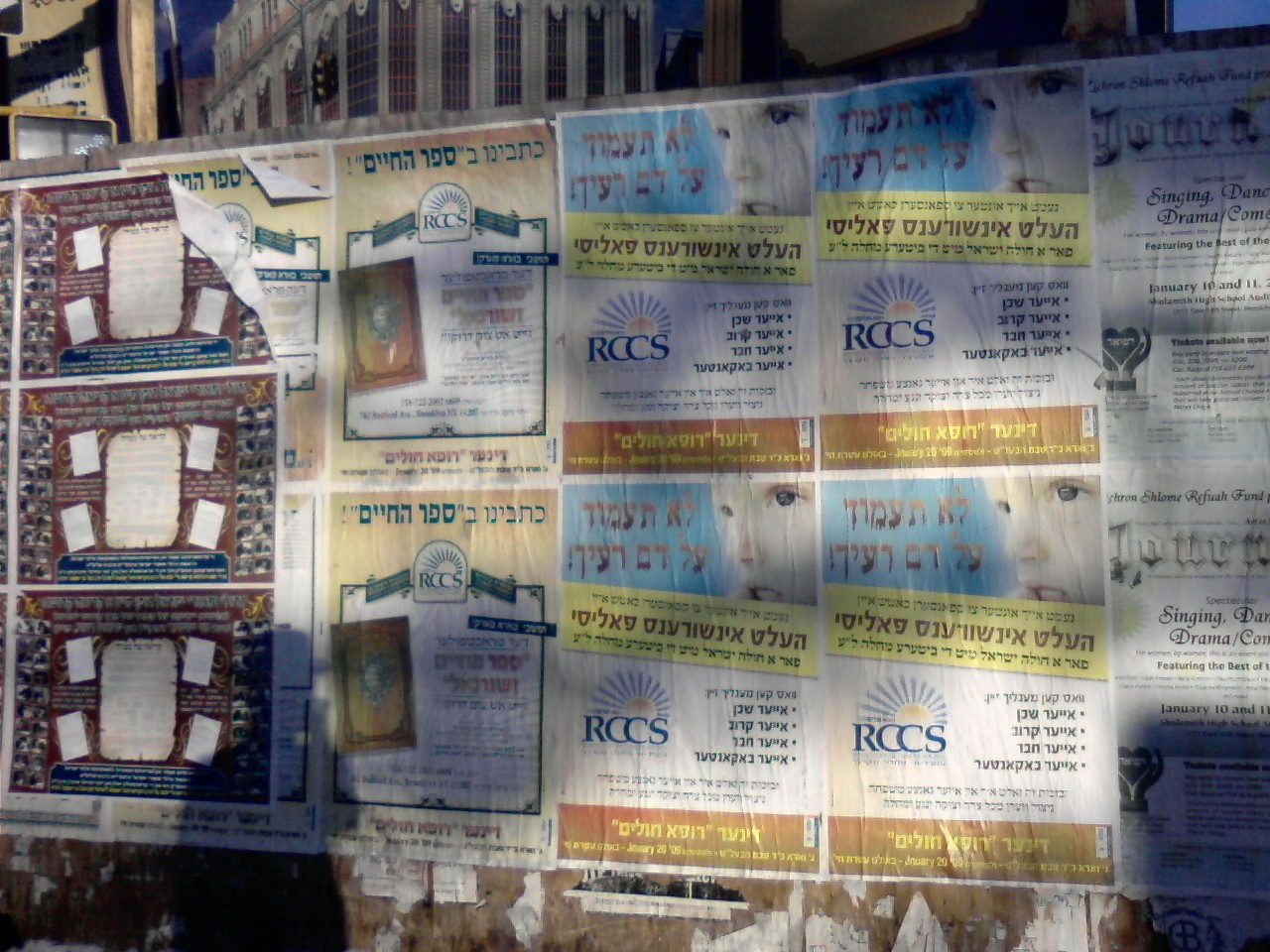
Uma típica parede com cartazes em Brooklyn, Nova York

Os judeus bucaranos americanos falam a língua bujara, um dialeto do persa tajique. Publicam jornais próprios, como o Bukharian Times, e muitos vivem no bairro de Queens, em Nova Iorque. A região de Forest Hills em Queens abriga a 108th Street, chamada por alguns de Broadway Bjuara, devido às muitas lojas e restaurantes com influências bucaranas. Comunidades bucaranas também estão presentes no Arizona, em Miami, Flórida, e no sul da Califórnia, como em San Diego.
Há uma população considerável de  judeus da montanha no Brooklyn, Nova Iorque, que falam tat-judeu (Juhuri), um dialeto do persa.
O hebraico clássico é a língua de grande parte da literatura religiosa judaica, como o Tanakh (Bíblia) e o Siddur (livro de orações). O hebraico moderno é o idioma oficial do Estado de Israel, o que incentiva muitos a aprendê-lo como segunda língua. Alguns imigrantes israelenses recentes nos Estados Unidos têm o hebraico como língua principal.
Há uma diversidade de judeus hispânicos nos Estados Unidos. A comunidade mais antiga é a dos judeus sefarditas de New Netherland, cujos ancestrais fugiram da Espanha ou de Portugal durante a Inquisição. Algumas dessas comunidades estão em disputa sobre serem consideradas hispânicas. Outros judeus hispânicos, especialmente em Miami e Los Angeles, migraram da América Latina, com grandes grupos vindos de Cuba (os chamados "judeus cubanos" ou "Jewbans"), Argentina e, mais recentemente, Venezuela. Muitas sinagogas na região de Miami oferecem serviços em espanhol. Além disso, judeus de Portugal e Espanha que receberam cidadania após a reabilitação de descendentes de judeus perseguidos durante a Inquisição também fazem parte desse grupo. Essas comunidades falam principalmente espanhol ou ladino.

### Literatura judaica americana
Embora os judeus americanos tenham contribuído significativamente para as artes nos Estados Unidos de maneira geral, existe ainda uma literatura distintamente judaico-americana. Essa literatura frequentemente explora a experiência de ser judeu na América, abordando os conflitos entre a sociedade secular e a história judaica.

### Cultura popular
O teatro em iídiche foi amplamente frequentado nos Estados Unidos e serviu como um campo de treinamento para atores e produtores que posteriormente migraram para Hollywood na década de 1920. Muitos dos primeiros pioneiros e magnatas de Hollywood eram judeus. Esses pioneiros também desempenharam papéis fundamentais no desenvolvimento das redes de rádio e televisão, exemplificados por William S. Paley, que liderou a CBS. Stephen J. Whitfield observa que "a família Sarnoff dominou por muito tempo a NBC."
Muitos judeus contribuíram significativamente para a cultura popular americana. Desde os primeiros atores do início do século XX até estrelas clássicas de Hollywood e artistas contemporâneos, os judeus têm desempenhado papéis importantes no entretenimento. A comédia americana, em particular, é um campo em que muitos judeus deixaram sua marca. Isso também se estende a compositores e escritores, como o autor da música "Viva Las Vegas", Doc Pomus, e o compositor de Billy the Kid [en], Aaron Copland. Além disso, muitos judeus estiveram na vanguarda das questões relacionadas aos direitos das mulheres.
A primeira geração de judeus americanos que imigrou durante o auge do período de 1880–1924 não demonstrava grande interesse pelo beisebol, o passatempo nacional dos Estados Unidos. Em alguns casos, tentavam até impedir que seus filhos assistissem ou participassem de atividades relacionadas ao esporte. O foco principal estava em garantir que eles e seus filhos aproveitassem as oportunidades de educação e emprego. Apesar dessas restrições, as crianças judias se interessaram rapidamente pelo beisebol, pois ele já estava profundamente enraizado na cultura americana mais ampla. A segunda geração de imigrantes começou a ver o beisebol como um meio de celebrar a cultura americana sem abandonar a comunidade religiosa judaica. Após 1924, muitos jornais em iídiche passaram a cobrir o beisebol, algo que anteriormente não faziam.

### Governo e forças armadas

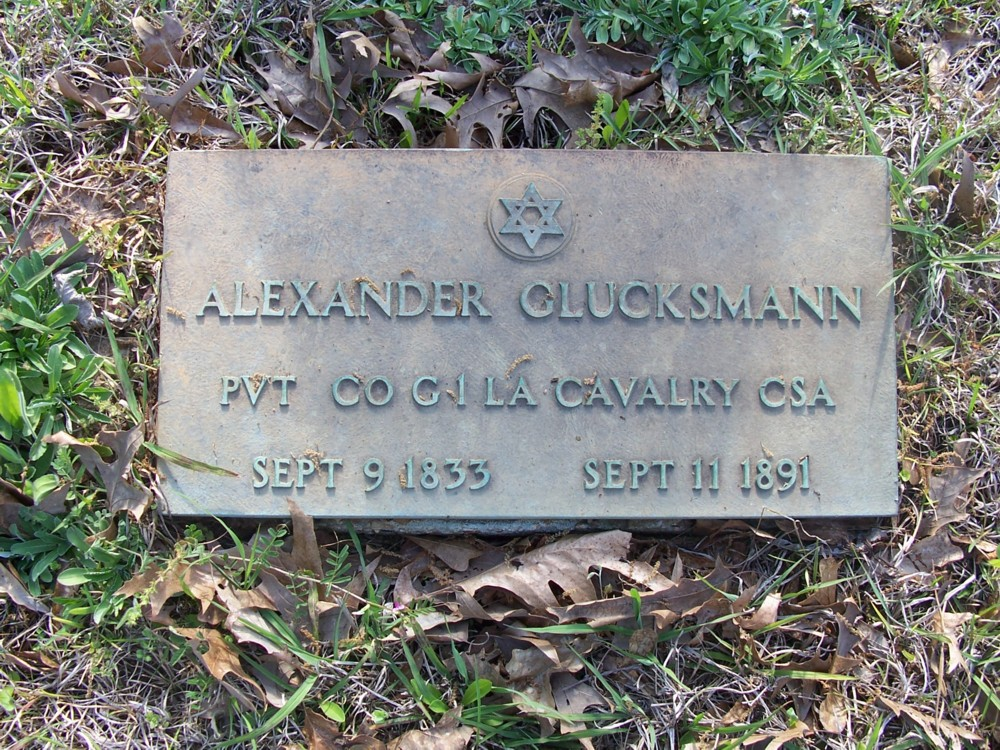
Túmulo de um soldado judeu confederado próximo de Clinton, Luisiana

Desde 1845, um total de 34 judeus serviu no Senado dos Estados Unidos, incluindo os 14 senadores mencionados anteriormente. Judah P. Benjamin [en] foi o primeiro senador judeu praticante e posteriormente atuou como Secretário de Guerra e Secretário de Estado da Confederação durante a Guerra Civil Americana. Rahm Emanuel foi Chefe de Gabinete do presidente Barack Obama. O número de judeus eleitos para a Câmara dos Representantes atingiu um recorde histórico de 30 membros. Além disso, oito judeus [en] foram nomeados para a Suprema Corte dos Estados Unidos, sendo que atualmente Elena Kagan está em atividade. Caso a nomeação de Merrick Garland em 2016 tivesse sido aceita, esse número teria aumentado para quatro de nove juízes, já que Ruth Bader Ginsburg e Stephen Breyer também estavam servindo na época.
A Guerra Civil Americana marcou uma transição significativa para os judeus americanos. Esse conflito ajudou a eliminar o estereótipo antissemita, comum na Europa, de que os judeus eram covardes e preferiam evitar a guerra a lutar ao lado de seus concidadãos.
Pelo menos 28 judeus americanos foram agraciados com a Medalha de Honra, a mais alta condecoração militar dos Estados Unidos.

### Segunda Guerra Mundial
Mais de 550.000 judeus serviram nas Forças Armadas dos Estados Unidos durante a Segunda Guerra Mundial. Aproximadamente 11.000 deles morreram, e mais de 40.000 ficaram feridos. Três judeus foram condecorados com a Medalha de Honra; 157 receberam a Medalha de Serviço Distinto, a Medalha de Serviço Distinto da Marinha, a Distinguished Service Cross ou a Navy Cross; e cerca de 1.600 receberam a Estrela de Prata. 
Além disso, cerca de 50.000 outras condecorações e prêmios foram concedidos a militares judeus, totalizando 52.000 distinções. Durante esse período, os judeus representavam aproximadamente 3,3% da população total dos Estados Unidos, mas constituíam cerca de 4,23% das forças armadas americanas. Cerca de 60% de todos os médicos judeus nos Estados Unidos com menos de 45 anos serviram como médicos militares e paramédicos.
Muitos físicos judeus, incluindo J. Robert Oppenheimer, participaram do Projeto Manhattan, o esforço secreto dos Estados Unidos durante a Segunda Guerra Mundial para desenvolver a bomba atômica.[carece de fontes?] Muitos desses físicos eram refugiados da Alemanha nazista ou fugiram de perseguições antissemíticas em outras partes da Europa.

### Folk
Os judeus têm desempenhado um papel significativo na cena musical folk americana desde o final do século XIX. Muitos desses músicos eram refugiados da Europa Central e Oriental, em condições econômicas mais desfavoráveis do que seus correligionários sefarditas da Europa Ocidental. Historiadores relacionam esse envolvimento ao legado do teatro secular iídiche, às tradições musicais e ao desejo de assimilação. Até os anos 1940, os judeus já estavam bem estabelecidos na música folk americana.
Exemplos do impacto significativo dos judeus na música folk incluem Moe Asch, pioneiro em gravar e lançar músicas de Woody Guthrie, como "This Land is Your Land", em resposta a "God Bless America", de Irving Berlin. Guthrie, que escreveu canções judaicas, era casado com Marjorie Guthrie, uma judia, e seu filho, Arlo Guthrie, também se tornou influente. A gravadora de Asch, Folkways Records, lançou músicas de Leadbelly e Pete Seeger nos anos 1940 e 1950, com todo o acervo posteriormente doado ao Smithsonian.
Os judeus também prosperaram no jazz e contribuíram para sua popularização.
Três dos quatro criadores do Newport Folk Festival, Wein, Bikel e Grossman, eram judeus. Albert Grossman formou o grupo Peter, Paul and Mary, do qual Peter Yarrow era judeu. Oscar Brand, de uma família judaica canadense, apresentou o programa de rádio "Oscar Brand's Folksong Festival", no ar desde 1945 em Nova Iorque.
O influente grupo The Weavers [en], liderado por Pete Seeger, tinha um empresário judeu e dois dos quatro membros eram judeus (Gilbert e Hellerman). O lado B de "Good Night Irene" apresentava a música folclórica hebraica "Tzena, Tzena, Tzena [en]", escolhida por Seeger.
A revista de música folk Sing Out!, cofundada e editada por Irwin Silber em 1951, tornou-se uma referência. Jon Landau, primeiro crítico musical da revista Rolling Stone, é de ascendência judaica alemã. Izzy Young, criador do lendário Folklore Center em Nova Iorque, foi uma figura central na música folk americana.
Dave Van Ronk, figura proeminente da música folk, observou que, nos bastidores, a cena folk dos anos 1950 "era pelo menos 50% judaica, e eles adotaram a música como parte de sua assimilação na tradição anglo-americana". O vencedor do Prêmio Nobel Bob Dylan também é judeu.

### Economia e direito
Os judeus estiveram envolvidos no setor financeiro americano desde a era colonial, quando obtiveram direitos de comércio de peles nas colônias holandesas e suecas, posteriormente honrados pelos governadores britânicos. Durante a Guerra da Independência dos Estados Unidos, Haym Solomon ajudou a criar o primeiro banco semi-central do país e assessorou Alexander Hamilton na construção do sistema financeiro americano.[carece de fontes?]
Nos séculos XIX, XX e XXI, os judeus americanos desempenharam um papel central no desenvolvimento da indústria de serviços financeiros nos Estados Unidos, tanto em bancos de investimento quanto em fundos de investimento. Banqueiros judeus alemães começaram a assumir um papel relevante nas finanças americanas nos anos 1830, financiando obras públicas como canais e ferrovias. Figuras como August Belmont [en] (representante dos Rothschild em Nova York), Jacob Schiff (da Kuhn, Loeb & Company), Joseph Seligman [en], Philip Lehman [en] (do Lehman Brothers), Jules Bache e Marcus Goldman (do Goldman Sachs) exemplificam essa elite financeira.
Esses banqueiros, assim como seus colegas não judeus, dependiam de conexões familiares e pessoais, reputação de honestidade e capacidade, além de disposição para assumir riscos calculados, para atrair capital de diversas fontes. As famílias e empresas que controlavam eram unidas por fatores religiosos, sociais e pela prática comum de casamentos entre famílias. Apesar de seu sucesso, elementos antissemitas frequentemente os acusavam falsamente de conspirar para dominar o mundo financeiro.
Desde o final do século XX, os judeus também tiveram um papel significativo na indústria de hedge funds, com empresas como S.A.C. Capital Advisors [en], Soros Fund Management [en], Sculptor Capital Management [en], GLG Partners [en], Renaissance Technologies [en] e Elliott Management Corporation fundadas por judeus. Eles também desempenharam papéis cruciais no setor de private equity, cofundando algumas das maiores empresas dos Estados Unidos, como Blackstone Group, Cerberus Capital Management, TPG Inc. [en], BlackRock, Carlyle Group, Warburg Pincus e Kohlberg Kravis Roberts.
No campo jurídico, poucos advogados judeus eram contratados por firmas tradicionais dominadas por Protestantes Anglo-Saxões Brancos (WASP), mas criaram suas próprias firmas. Essa barreira foi superada à medida que escritórios de advocacia judeus ganharam status de elite no atendimento a grandes corporações. Em 1950, não havia nenhuma grande firma de advocacia judaica em Nova Iorque; no entanto, em 1965, seis das 20 maiores eram lideradas por judeus, número que subiu para quatro das dez maiores em 1980.

#### Reserva Federal
Paul Warburg, um dos principais defensores da criação de um banco central nos Estados Unidos e um dos primeiros governadores do recém-criado Federal Reserve System, veio de uma importante família judia da Alemanha.  Desde então, vários judeus atuaram como Presidente da Reserva Federal dos Estados Unidos, incluindo Eugene Meyer, Arthur F. Burns [en], Alan Greenspan, Ben Bernanke e Janet Yellen.

### Ciência, empresas e universidades
Os judeus americanos têm alcançado notável sucesso como uma minoria empreendedora e profissional nos Estados Unidos. Muitas empresas familiares judaicas, transmitidas de geração em geração, atuam como um ativo financeiro significativo, proporcionando renda e estabelecendo uma base sólida para a prosperidade socioeconômica das famílias. No âmbito cultural, os judeus americanos desenvolveram uma forte tradição de empreendedorismo, sendo os negócios e o comércio amplamente valorizados na cultura judaica.
Os judeus americanos também se destacaram em disciplinas acadêmicas como física, sociologia, economia, psicologia, matemática, filosofia e linguística. Intelectuais judaico-americanos como Saul Bellow, Ayn Rand, Noam Chomsky, Thomas Friedman, Milton Friedman e Elie Wiesel tiveram um impacto significativo na vida pública americana. Entre os vencedores do Prêmio Nobel nos Estados Unidos, 37% foram judeus americanos, o que representa 18 vezes a porcentagem de judeus na população. Além disso, 61% dos recipientes da Medalha John Bates Clark em economia também foram judeus, o que equivale a 35 vezes a porcentagem de judeus na população.
No mundo dos negócios, um estudo de 1995 revelou que, embora os judeus americanos representassem menos de 2,5% da população dos EUA, ocupavam 7,7% dos assentos nos conselhos de diversas corporações americanas. Os judeus também têm uma forte presença na NBA, com 14 dos 30 times sendo de propriedade principal de judeus. Comissários notáveis da liga, como David Stern e Adam Silver, também são judeus.
Carreiras em ciência, negócios e academia, que geralmente têm altos salários, também contribuem para a tendência de os judeus americanos terem uma renda média maior que a da maioria dos americanos. De acordo com a Pesquisa Nacional de População Judaica de 2000–2001, a renda familiar média dos judeus era de US$ 54.000 por ano (US$ 5.000 a mais que a média nacional), com 34% dos lares judaicos relatando uma renda anual superior a US$ 75.000.

### Culinária
Os judeus americanos tiveram um impacto significativo na culinária dos Estados Unidos, com várias delicatessens de estilo kosher ganhando popularidade e definindo a cultura judaico-americana.
Por essa razão, a culinária judaico-americana é tipicamente associada à culinária asquenaze [en], com pratos como bagels, knish [en], gefilte fish, kreplach [en], kneidl, homentasch, lox [en], kugel [en], pastrami e brisket. Outras comunidades judaicas, como a comunidade sefardita, também influenciaram os pratos servidos em restaurantes americanos, especialmente na cidade de Nova Iorque.

### Trabalhos gerais
- Diner, Hasia et al. Her works praise her: a history of Jewish women in America from colonial times to the present (2002)
- Diner, Hasia. The Jews of the United States, 1654 to 2000 (2004) online
- Farber, Roberta Rosenberg; Waxman, Chaim I., eds. (1999). Jews in America: A Contemporary Reader. Waltham, Ma: Brandeis University Press. ISBN 9780874518993
- Feingold, Henry L., ed. (1992–1995). The Jewish People in America: 5-volume Set. Baltimore, Md: Johns Hopkins University Press
  - Faber, Eli. A Time for Planting: The First Migration, 1654–1820 (Vol. 1, 1992) online
  - Diner, Hasia R. A Time for Gathering: The Second Migration, 1820–1880 (Vol. 2, 1992) online
  - Sorin, Gerald. A Time for Building: The Third Migration, 1880–1920 (Vol. 3, 1992 online
  - Feingold, Henry L. A Time for Searching: Entering the Mainstream, 1920–1945 (Vol. 4, 1992) online
  - Shapiro, Edward S. A Time for Healing: American Jewry since World War II, (Vol. 5, 1995) online
- Sheskin, Ira M. (2000). «American Jews». In:  McKee, Jesse O. Ethnicity in Contemporary America: A Geographical Appraisal. Lanham, Md: Rowman & Littlefield. ISBN 978-0-7425-0034-1
- Sklare, Marshal, ed. (1982). Understanding American Jewry. New Brunswick, NJ: Brandeis University Center for Modern Jewish Studies; Transaction Books. ISBN 0-87855-454-8
- Sklare, Marshal, ed. (1983). American Jews, a Reader. New Brunswick, NJ; New York: Brandeis University Center for Modern Jewish Studies; Behrman House. ISBN 0874413486
- Sorin, Gerald (1997). Tradition Transformed: The Jewish Experience in America.
- Wertheimer, Jack, ed. (2007). Imagining American Jewish Community. Waltham, Ma: Brandeis University Press. ISBN 978-1-58465-669-2

### Tópicos históricos
- Barnett, Michael N. 2016. The Star and the Stripes: A History of the Foreign Policies of American Jews. Princeton University Press.
- Fried, Lewis, et al., eds. Handbook of American-Jewish literature: an analytical guide to topics, themes, and sources (Greenwood Press, 1988)
- Gurock, Jeffrey S (2013). «Writing New York's Twentieth Century Jewish History: A Five Borough Journey». History Compass. 11 (3): 215–226. doi:10.1111/hic3.12033
- Howe, Irving. World of our Fathers: The journey of the East European Jews to America and the life they found and made (1976)
- Hyman, Paula, e Deborah Dash Moore, eds. Jewish Women in America: An Historical Encyclopedia. 1997
- Lederhendler, Eli. American Jewry: A New History (Cambridge UP, 2017). 331 pp.
- Levy, Daniela. De Recife para Manhattan: os judeus na formação de Nova York. São Paulo: Editora Planeta, 2018.
- Marcus, Jacob Rader. The American Jew, 1585–1990: a history (1995) online.
- Marcus, Jacob Rader. The American Jewish woman, 1654–1980 (1981) online
- Norwood, Stephen H., and Eunice G. Pollack, eds. Encyclopedia of American Jewish history (2 vol 2007), 775pp; comprehenisive coverage by experts; excerpt and text search vol 1
- Robinson, Ira. "The Invention of American Jewish History." American Jewish History (1994): 309–320. in JSTOR
- Wenger, Beth S. History Lessons: The Creation of American Jewish Heritage (2012) excerpt
- Wertheimer, Jack (1993). «American Jewish History». In:  Jack Wertheimer. The Modern Jewish Experience: A Reader's Guide. New York; London: NYU Press. pp. 52–61. ISBN 0-8147-9261-8
- Whitfield, Stephen J. In Search of American Jewish Culture. 1999
- Yerushalmi, Yosef Hayim. Zakhor: Jewish History and Jewish Memory (University of Washington Press, 2012)

### Política
- Dollinger, Marc. Quest for Inclusion: Jews and Liberalism in Modern America. 2000.
- Feingold, Henry L. American Jewish Political Culture and the Liberal Persuasion (Syracuse University Press; 2014) 384 pages; traces the history, dominance, and motivations of liberalism in the American Jewish political culture, and look at concerns about Israel and memories of the Holocaust.
- Goren, Arthur. The Politics and Public Culture of American Jews. 1999.
- Maisel, Louis Sandy; Forman, Ira N.; Altschiller, Donald; Bassett, Charles Walker (2004). Jews in American politics: essays. Rowman & Littlefield.
- Moore, Deborah Dash (2008). American Jewish Identity Politics. University of Michigan Press.
- Svonkin, Stuart (1997). Jews against Prejudice: American Jews and the Fight for Civil Liberties.

### Religião
- Ariel, Yaakov (2000). Evangelizing the Chosen People: Missions to the Jews in America, 1880–2000. Chapel Hill, NC; London: University of North Carolina Press. ISBN 0-8078-2566-2. OCLC 43708450
- Ariel, Yaakov (2010). «Judaism». In:  Goff, Philip. The Blackwell Companion to Religion in America. Malden, Ma; Oxford: Wiley-Blackwell. pp. 599–613. ISBN 978-1-4051-6936-3
- Blau, Joseph Leon (1976). Judaism in America. From Curiosity to Third Faith. Chicago, Il: University of Chicago Press. ISBN 0-22605-727-5
- Buxbaum, Shelley M.; Karesh, Sara E. (2003). Jewish Faith in America. Col: Faith in America. J. Gordon Melton, Series Editor. New York: Facts On File. ISBN 0-8160-4986-6
- Cohen, Naomi (1992). Jews in Christian America: The Pursuit of Religious Equality.
- Cohen, Steven M.; Bubis, Gerald B. (1990). «The Impact of Denomination: Differences in the Israel-Related Opinions of American Rabbis and Jewish Communal Workers». Jewish Political Studies Review. 2 (1/2): 137–163. ISSN 0792-335X. JSTOR 25834177
- Eisen, Arnold M. (1983). The Chosen People in America: A Study in Jewish Religious Ideology.
- Etengoff, C. (2011). An Exploration of religious gender differences amongst Jewish-American emerging adults of different socio-religious subgroups. Archive for the Psychology of Religion, 33. pp. 371–391.
- Ferziger, Adam S. (2015). Beyond Sectarianism: The Realignment of American Orthodox Judaism. Detroit, Mi: Wayne State University Press. ISBN 978-0-8143-3953-4
- Gallagher, Eugene V.; Ashcraft, W. Michael, eds. (2006). Jewish and Christian Traditions. Col: Introduction to New and Alternative Religions in America. 1–2. Westport, Conn: Greenwood Pub. ISBN 978-0-275-98714-5. LCCN 2006022954. OCLC 315689134
- Glazer, Nathan (1989). American Judaism. (2nd ed.).
- Gurock, Jeffrey S. (1996). American Jewish Orthodoxy in Historical Perspective. Hoboken, NJ: KTAV Publ. House. ISBN 0-88125-567-X
- Gurock, Jeffrey S. (1998). From Fluidity to Rigidity: The Religious Worlds of Conservative and Orthodox Jews in Twentieth Century America. Ann Arbor, Mi: Jean and Samuel Frankel Center for Judaic Studies, University of Michigan. ISBN 9781881759065
- Gurock, Jeffrey S. (2009). Orthodox Jews in America. Bloomington, In: Indiana University Press. ISBN 978-0-253-35291-0
- Heilman, Samuel C.; Cohen, Steven M. (1989). Cosmopolitans and Parochials: Modern Orthodox Jews in America. Chicago, Il: University of Chicago Press. ISBN 0226324966.
- Kaplan, Dana Evan (2009). Contemporary American Judaism: Transformation and Renewal. New York: Columbia University Press. ISBN 978-0-231-13728-7
- Kaufman, David (1999). Shul with a Pool: The "synagogue-center" in American Jewish History. Brandeis University Press.
- Kraut, Benny. «Jewish Survival in Protestant America». In:  Sarna, Jonathan D. Minority Faiths and the American Protestant Mainstream. Urbana; Chicago, Il: University of Illinois Press. pp. 15–60. ISBN 0-252-02293-9
- Lachoff, Irwin (2019). «Reform in Mid Nineteenth-Century Jewish New Orleans: Achieving "the Spirit of Progress and Enlightenment" Through Acculturation, Residential Patterns, and Personality». Louisiana History: The Journal of the Louisiana Historical Association. 60 (2): 171–198. ISSN 0024-6816. JSTOR 2686469
- Lazerwitz, Bernard Melvin; Winter, J. Alan; Dashefsky, Arnold; Tabory, Ephram (1998). Jewish Choices: American Jewish Denominationalism. Col: SUNY series in American Jewish Society in the 1990s. Albany, NY: SUNY Press. ISBN 978-0-7914-3581-6
- Liebman, Charles S. (1965). «Orthodoxy in American Jewish Life» (PDF). American Jewish Year Book: 21–92. Consultado em 7 de julho de 2023. Cópia arquivada (PDF) em 20 de julho de 2011
- Liebman, Charles S. (1970). «Reconstructionism in American Jewish Life» (PDF). American Jewish Year Book: 3–99
- Liebman, Charles S. (1974). Aspects of the Religious Behavior of American Jews. New York: KTAV Publ. House.
- Liebman, Charles S. (1988). Deceptive Images: Toward a Redefinition of American Judaism. Brunswick, NJ: Transaction Publ. ISBN 0-88738-218-5
- Liebman, Charles S.; Cohen, Steven Martin (1990). Two Worlds of Judaism: The Israeli and American Experiences. New Haven, Conn: Yale University Press. ISBN 9780300047264
- Magid, Shaul (2013). American Post-Judaism: Identity and Renewal in a Postethnic Society. Col: Religion in North America. Bloomington, In: Indiana University Press. ISBN 9780253008022
- Mayer, Egon; Kosmin, Barry; Keysar, Ariela. "The American Jewish Identity Survey", a subset of The American Religious Identity Survey, City University of New York Graduate Center. An article on this survey is printed in The New York Jewish Week, 2 November 2001.
- Melton, J. Gordon;  et al., eds. (2009) [1978]. «Abrahamic Religions». Melton's Encyclopedia of American Religions 8th ed. Detroit, Mi: Gale Cengage Learning. ISBN 978-0-787-69696-2 (archived)
- Meyer, Michael A. (1988). Response to Modernity: A History of the Reform Movement in Judaism. New York: Oxford University Press. ISBN 9780195051674
- Meyer, Michael A.; Plaut, W. Gunther (2001). The Reform Judaism Reader: North American Documents (PDF). New York: UAHC Press. ISBN 0-8074-0732-1
- Mittleman, Alan L.; Licht, Robert A.; Sarna, Jonathan D., eds. (2002). Jewish Polity and American Civil Society: Communal Agencies and Religious Movements in the American Public Sphere. [S.l.]: Rowman & Littlefield. ISBN 9780742521223
- Neusner, Jacob (1972). American Judaism, Adventure in Modernity: An Anthological Essay. Englewood Cliffs, NJ: Prentice-Hall Reprint: New York: KTAV Publ. House, 1978. ISBN 0-87068-681-X
- Neusner, Jacob, ed. (1975). The Synagogue and the Rabbi. Col: Understanding American Judaism: Toward the Description of a Modern Religion, vol. 1. New York: KTAV Publ. House. ISBN 0870682806
- Neusner, Jacob, ed. (1975). The Sectors of American Judaism: Reform, Orthodoxy, Conservatism, and Reconstructionism. Col: Understanding American Judaism: Toward the Description of a Modern Religion, vol. 2. New York: KTAV Publ. House. ISBN 0870682792
- Neusner, Jacob (1981). Judaism in the American Humanities. Brown Judaic Studies. Chico: Scholars Press.
- Neusner, Jacob (1983). Judaism in the American Humanities. Second Series. Jewish Learning and the New Humanities. Brown Judaic Studies. Chico: Scholars Press.
- Neusner, Jacob, ed. (1993). The Reformation of Reform Judaism. Col: Judaism in Cold War America, 1945–1990, vol. 6. New York; London: Garland Publ. ISBN 9780815300762
- Neusner, Jacob, ed. (1993). Conserving Conservative Judaism: Reconstructionist Judaism. Col: Judaism in Cold War America, 1945–1990, vol. 7. New York; London: Garland Publ. ISBN 9780815300786
- Neusner, Jacob, ed. (1993). The Rabbinate in America: Reshaping an Ancient Calling. Col: Judaism in Cold War America, 1945–1990, vol. 10. New York; London: Garland Publ. ISBN 9780815300823
- Rudavsky, David. Modern Jewish Religious Movements: A History of Emancipation and Abjustment 3rd rev. ed. Nova Iorque: Behrman House. pp. 271–402. ISBN 0-87441-286-2
- Raphael, Marc Lee (1984). Profiles in American Judaism: the Reform, Conservative, Orthodox, and Reconstructionist traditions in historical perspective. San Francisco, Ca: Harper & Row. ISBN 0-06066801-6
- Raphael, Marc Lee (2003). Judaism in America. New York: Columbia University Press. ISBN 0-231-12060-5
- Raphael, Melissa (1998). «Goddess Religion, Postmodern Jewish Feminism, and the Complexity of Alternative Religious Identities». Nova Religio. 1 (2): 198–215. doi:10.1525/nr.1998.1.2.198
- Rebhum, Uzi (2016). Jews and the American Religious Landscape. New York: Columbia University Press. ISBN 9780231178266[ligação inativa]
- Sarna, Jonathan D. (2004). American Judaism: A History. New Haven, Conn: Yale University Press. ISBN 978-0-300-10197-3
- Shokeid, Moshe (1995). A Gay Synagogue in New York. New York: Columbia University Press. (Reprint: Philadelphia, Pa: University of Pennsylvania Press, 2002).
- Sklare, Marshall (1955). Conservative Judaism: An American Religious Movement. Glencoe, Il: The Free Press. ISBN 0819144800
- Waxman, Chaim I. (2002). "What We Don't Know about the Judaism of America's Jews." Contemporary Jewry, 23. pp. 72–95. ISSN 0147-1694 Uses survey data to map the religious beliefs of American Jews, 1973–2002.
- Wertheimer, Jack, ed. (1987). The American Synagogue: A Sanctuary Transformed. Cambridge: Cambridge University Press. ISBN 0-521-33290-7
- Wertheimer, Jack (1991). «Recent Trends in American Judaism». In:  Neusner, Jacob. An Introduction to Judaism: A Textbook and Reader. Louisville, Kentucky: Westminster/John Knox Press. pp. 85–116. ISBN 0-664-25348-2
- Wertheimer, Jack (1997). A People Divided: Judaism in Contemporary America Religion Today. Waltham, Ma: Brandeis University Press. ISBN 9780874518481
- Wertheimer, Jack, ed. (2002). Jews in the Center: Conservative Synagogues and Their Members. New Brunswick, NJ: Rutgers University Press. ISBN 0-8135-2821-6
- Wertheimer, Jack (2018). The New American Judaism: How Jews Practice Their Religion Today. Princeton, NJ; Oxford: Princeton University Press. ISBN 978-0-691-18129-5

### Outros tópicos
- Antler, Joyce, ed. (1998). Talking Back: Images of Jewish Women in American Popular Culture.
- Cohen, Steven Martin (1983). American Modernity and Jewish Identity. London: Tavistock Publ. ISBN 0422777501
- Cutler, Irving. (1995). The Jews of Chicago: From Shtetl to Suburb.
- Dinnerstein, Leonard (1994). Antisemitism in America.
- Gilman, Sander L.. Obesidade como deficiência: o caso dos judeus. Cadernos Pagu, Cara, cor, corpo, v.23, p. 329-353, 2004.
- Heilman, Samuel C. Portrait of American Jews: The Last Half of the 20th Century.
- Kobrin, Rebecca, ed. Chosen Capital: The Jewish Encounter With American Capitalism (Rutgers University Press; 2012) 311 pages; scholarly essays on the liquor, real-estate, and scrap-metal industries, and Jews as union organizers.
- Kosminsky, Ethel V. Questões de gênero em estudos comparativos de imigração: mulheres judias em São Paulo e em Nova York. Cadernos Pagu, Campinas, SP, n. 23, p. 279–328, 2016.
- Liebman, Charles S. (2001). Ambivalent American Jew: Politics, Religion, and Family in American Jewish Life, Varda Books. ISBN 1-59045-039-6
- Liebman, Charles S.; Argov, Merkaz (2001). A Research Agenda for American Jews. Ramat Gan: Bar-Ilan University, Dept. of Political Studies.
- Moore, Deborah Dash. To the Golden Cities: Pursuing the American Jewish Dream in Miami and L. A. 1994.
- Moore, Deborah Dash. GI Jews: How World War II Changed a Generation (2006).
- Morawska, Ewa (1999). Insecure Prosperity: Small-Town Jews in Industrial America, 1890–1940. Princeton University Press.
- Novick, Peter. The Holocaust in American Life. 1999.
- Rebhum, Uzi; Ari, Lilakh Lev (2010). American Israelis: Migration, Transnationalism, and Diasporic Identity. Leiden: Brill. ISBN 978-90-04-18388-9
- Vasconcelos, José Antonio. Identidades sociais e crise do conhecimento histórico nos Estados Unidos, décadas de 1960-1970. Dimensões, n. 16, 2004.
- Waxman, Chaim I. (1989). American Aliya: Portrait of an Innovative Migration Movement. Detroit, Mi: Wayne State University Press. ISBN 0-8143-1936-X